# Urs polar
Ursul polar (Ursus maritimus) este o specie mare de urs tipică regiunii polare. Este cea mai mare specie de urs existentă, precum și cel mai mare carnivor terestru existent. Un mascul adult cântărește aproximativ 350–700 kg, în timp ce o femelă adultă are aproximativ jumătate din această greutate. Deși este specia soră a ursului brun, a evoluat pentru a ocupa o nișă ecologică, cu multe caracteristici corporale adaptate la temperaturi scăzute, pentru deplasarea pe zăpadă, gheață și ape deschise și pentru vânătoarea de foci, care alcătuiesc cea mai mare parte a alimentației sale. Deși majoritatea urșilor polari se nasc pe uscat, ei își petrec cea mai mare parte a timpului pe banchiză. Numele lor științific înseamnă „urs maritim” și derivă din acest fapt. Din cauza dependenței lor de gheața de mare, urșii polari sunt clasificați ca mamifere marine.
Din cauza pierderii habitatului cauzat de schimbările climatice, ursul polar este clasificat ca o specie vulnerabilă. Vânat pe scară largă timp de zeci de ani, viitorul speciei a stârnit îngrijorări internaționale, însă după populațiile și-au revenit după ce măsurile de protecție au intrat în vigoare. Timp de mii de ani, ursul polar a fost o figură cheie în viața materială, spirituală și culturală a popoarelor circumpolare, iar urșii polari rămân importanți în culturile lor. Din punct de vedere istoric, ursul polar a fost cunoscut și sub numele de „ursul alb”. Este uneori denumit „nanook”, bazat pe termenul inuit nanuq.

## Denumire și etimologie
Exploratorul englez Constantine John Phipps a fost primul care a descris ursul polar ca o specie distinctă în 1774 în raportul său despre expediția sa din 1773 către Polul Nord. A ales numele științific Ursus maritimus, latinescul pentru „urs maritim”, datorită habitatului natal al animalului. Inuiții se referă la animal ca nanook (transliterat ca nanuq în limba inupiat). Yupik, de asemenea, se referă la urs ca nanuuk în yupik siberian.
Ursul este umka în limba chukchi. În rusă, este de obicei numit бе́лый медве́дь (bélyj medvédj, ursul alb), deși un cuvânt mai vechi încă folosit este ошку́й (Oshkúj, care provine din limba komi oski, „urs”). În Quebec, ursul polar este denumit ours blanc („ursul alb”) sau ours polaire („ursul polar”). În arhipelagul Svalbard administrat de Norvegia, ursul polar este denumit Isbjørn („ursul de gheață”).

## Taxonomie și evoluție
Se crede că familia ursului, Ursidae, s-a despărțit de alte carnivore acum aproximativ 38 de milioane de ani. Subfamilia Ursinae a apărut acum aproximativ 4,2 milioane de ani. Cea mai veche fosilă cunoscută de urs polar este un os maxilar vechi de 130.000 până la 110.000 de ani, găsit pe insula Prins Karls Forland în 2004. Fosilele arată că între 10.000 și 20.000 de ani în urmă, dinții molari ai ursului polar s-au schimbat semnificativ față de cei ai ursului brun. Se crede că urșii polari au deviat dintr-o populație de urși bruni care s-a izolat în timpul unei perioade glaciare în Pleistocen din partea de est a Siberiei (din Kamchatka și Peninsula Kolym).
Dovezile din analiza ADN-ului sunt mai complexe. ADN-ul mitocondrial (mtADN) al ursului polar a început să difere de cel al ursul brun, Ursus arctos, în urmă cu circa 150.000 de ani. În plus, unele clade de urs brun, așa cum sunt evaluate prin mtADN, sunt considerate a fi mai strâns legate de urșii polari decât de alți urși bruni. mtADN al urșilor bruni irlandezi extincți este deosebit de aproape de cel al urșilor polari. O comparație a genomului nuclear al urșilor polari cu cel al urșilor bruni a dezvăluit un model diferit, cei doi formând clade distincte genetic, care s-au separat cu aproximativ 603.000 de ani în urmă, deși cele mai recente cercetări se bazează pe analiza genomului complet (mai degrabă decât doar mitocondriile sau genomurile nucleare parțiale) al urșilor polari și bruni și stabilește diferența dintre urșii polari și bruni de acum 400.000 de ani.

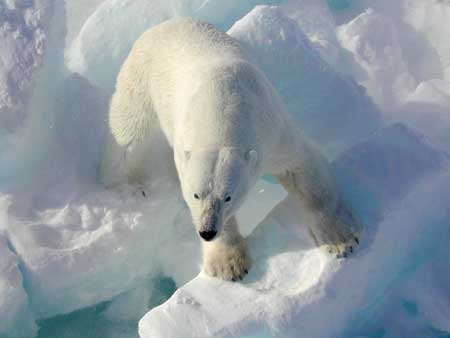
Urșii polari au evoluat adaptări pentru viața arctică. De exemplu, picioarele mari cu blană și ghearele scurte, ascuțite le oferă o tracțiune bună pe gheață.

Cu toate acestea, cele două specii s-au împerecheat intermitent în tot acest timp, cel mai probabil intrând în contact una cu cealaltă în perioadele de încălzire, când urșii polari au fost împinși pe uscat și urșii bruni au migrat spre nord. Majoritatea urșilor bruni au aproximativ 2% material genetic de la urșii polari, dar o populație, Ursus arctos sitkensis, are între 5% și 10% gene ale urșilor polari, ceea ce indică împerechere mai frecventă și mai recentă. Urșii polari se pot reproduce cu urșii bruni pentru a produce hibrizi fertili grizzly-urs polar; mai degrabă decât să indice că s-au separat doar recent, noile dovezi sugerează că împerecherea mai frecventă a continuat pe o perioadă mai lungă de timp și, astfel, cei doi urși rămân similari genetic. Cu toate acestea, deoarece nici una dintre specii nu poate supraviețui mult timp în nișa ecologică a celeilalte și pentru că au morfologie, metabolism, comportamente sociale și de hrănire diferite și alte caracteristici fenotipice, cei doi urși sunt în general clasificați ca specii separate.
Când ursul polar a fost documentat inițial, au fost identificate două subspecii: ursul polar american (Ursus maritimus maritimus) de Constantin J. Phipps în 1774 și ursul polar siberian (Ursus maritimus marinus) de Peter Simon Pallas în 1776. Această distincție a fost de atunci invalidată. A fost identificată o presupusă subspecie fosilă: Ursus maritimus tyrannus, care a dispărut în timpul Pleistocenului. U.m. tyrannus era semnificativ mai mare decât subspecia vie. Totuși, reanalizarea recentă a fosilei sugerează că era de fapt un urs brun.

## Populație și distribuție

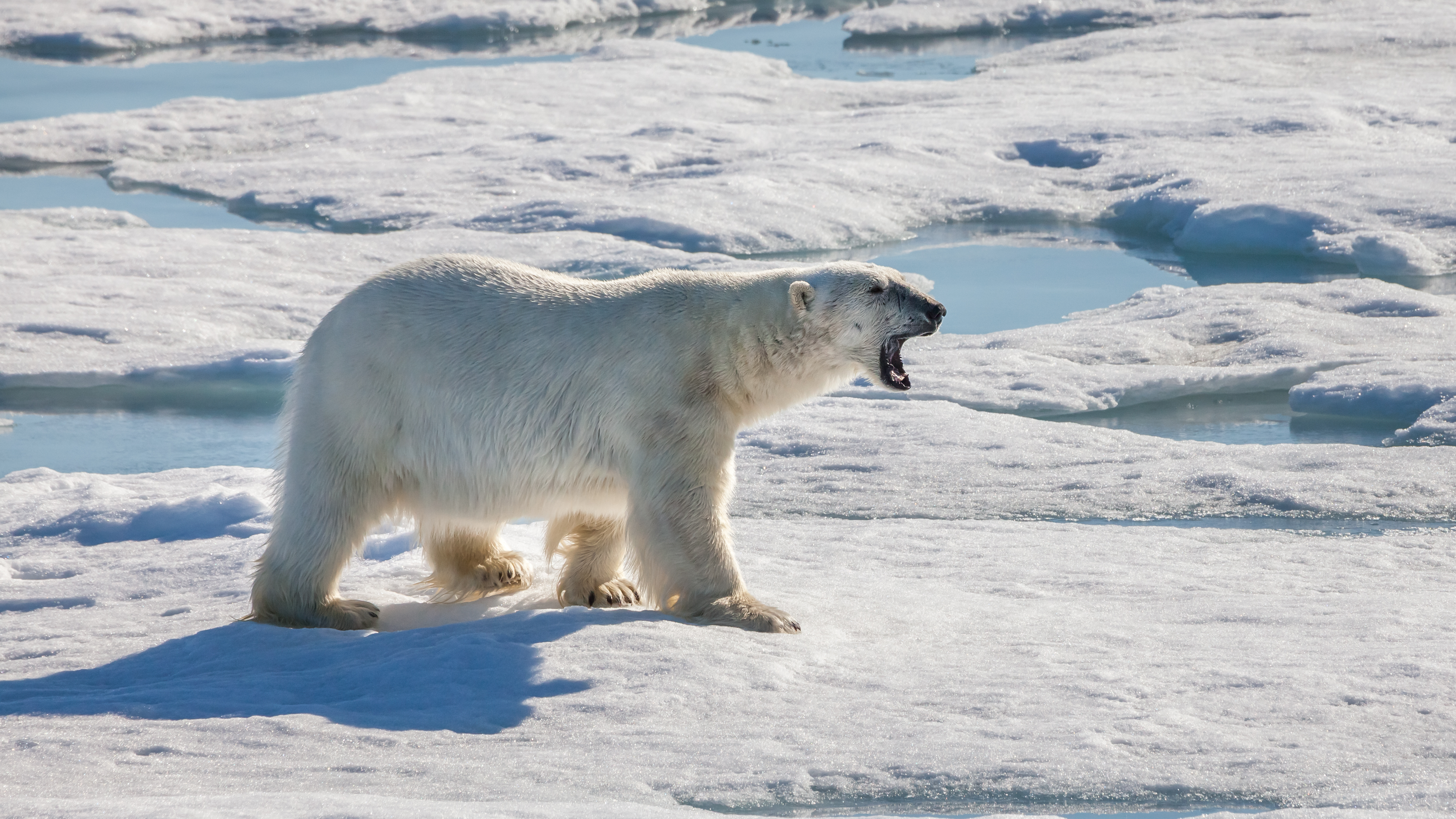
Ursus maritimus

Urșii polari se deplasează practic în toată zona arctică, în primul rând de-a lungul calotei polare și doar rar în apropierea Polului Nord, doar vara unii urși pătrund până aici. Arealul său cel mai sudic este aproape de granița dintre zona cu climă subarctică și zona continentală umedă. Datorită absenței dezvoltării umane în habitatul său îndepărtat, își păstrează mai mult din arealul său original decât orice alt carnivor existent.
Aria sa de distribuție include teritorii din cinci țări: Danemarca (Groenlanda), Norvegia (Svalbard), Rusia, Statele Unite (Alaska) și Canada. Aceste cinci națiuni sunt semnatare ale Acordului internațional privind conservarea urșilor polari, care impune cooperarea în eforturile de cercetare și conservare în întreaga zonă a ursului polar. Urșii înoată uneori în Islanda din Groenlanda și sunt întotdeauna uciși din cauza pericolului lor și a costului și dificultății repatrierii.
Este dificil de estimat o populație globală de urși polari, deoarece o mare parte din areal a fost slab studiat; totuși, biologii folosesc o estimare de lucru de aproximativ 20–25.000 sau 22–31.000 de urși polari în întreaga lume.
Metodele moderne de urmărire a populațiilor de urși polari au fost implementate abia de la mijlocul anilor 1980 și sunt costisitoare de efectuat în mod constant pe o zonă mare. Cele mai precise numărări necesită zborul cu un elicopter în clima arctică pentru a găsi urși polari, împușcarea ursului cu o săgetă cu calmante și apoi etichetarea ursului. În Nunavut, unii inuiți au raportat creșteri ale observărilor de urși în jurul așezărilor umane în ultimii ani, ceea ce ar duce la ideea că populațiile sunt în creștere, însă oamenii de știință au răspuns observând că urșii flămânzi se pot aduna în jurul așezărilor umane, ceea ce duce la iluzia că populațiile sunt mai mari decât sunt în realitate. Dintre cele 19 subpopulații de urși polari recunoscute, una este în declin, două sunt în creștere, șapte sunt stabile și nouă aveau date insuficiente în 2017.

## Habitat

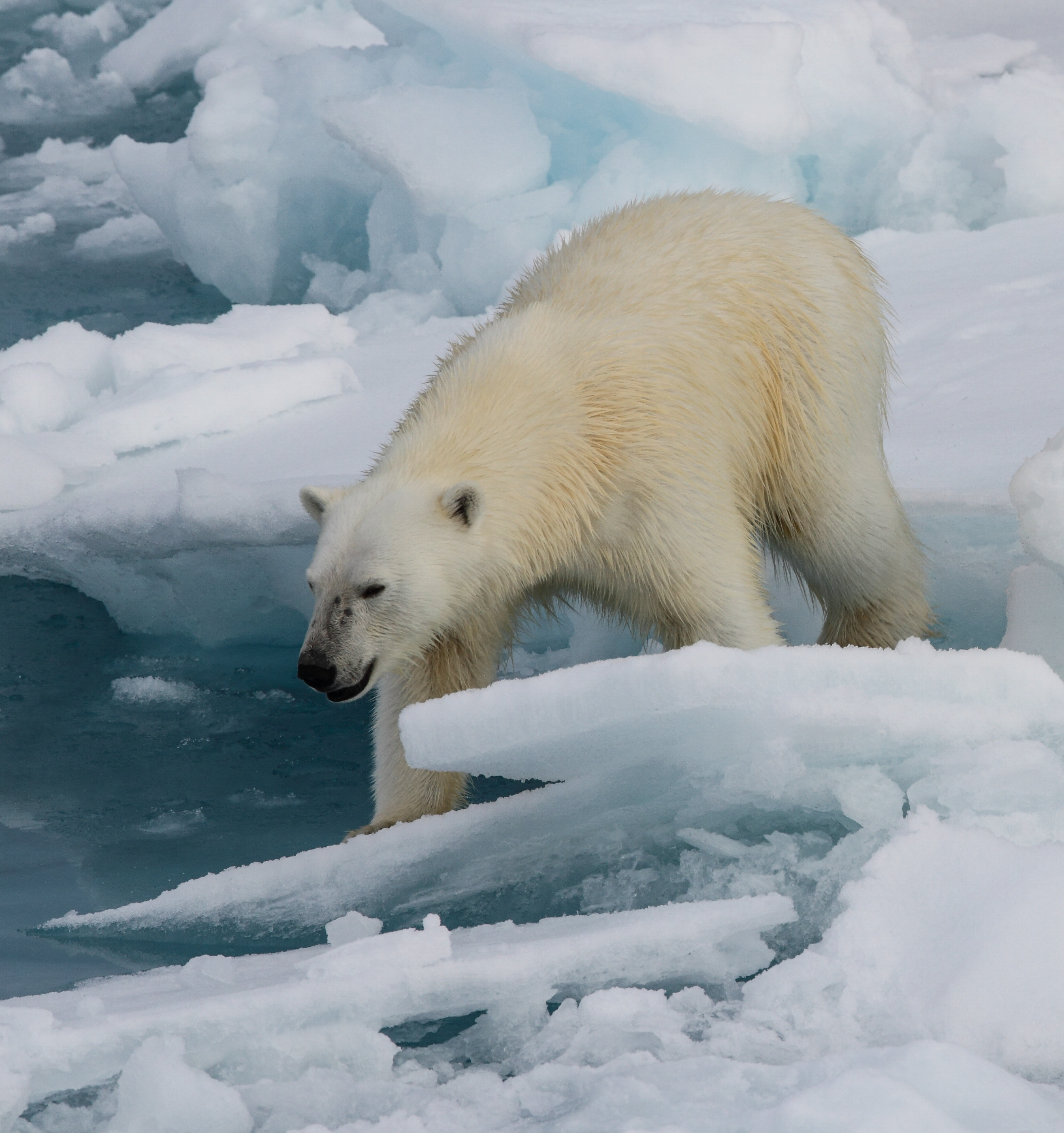
Ursul polar s-a adaptat la viața din Arctica rece.

Ursul polar este un mamifer marin deoarece petrece multe luni pe an pe mare. Cu toate acestea, este singurul mamifer marin viu cu membre și picioare puternice, mari, care le permit să parcurgă kilometri pe jos și să alerge pe uscat. Habitatul său preferat este gheața marină anuală care acoperă apele de peste platforma continentală și arhipelagurile interinsulare arctice. Aceste zone, cunoscute sub numele de „Inelul vieții arctic”, au o productivitate biologică ridicată în comparație cu apele adânci ale Arcticii.
Ursul polar tinde să frecventeze zonele unde gheața de mare se întâlnește cu apa pentru a vâna focile care alcătuiesc cea mai mare parte a dietei sale. Apa dulce este limitată în aceste medii, însă urșii polari sunt capabili să producă apă prin metabolismul grăsimilor găsite în grăsimea de focă.
Gheața anuală conține zone de apă care apar și dispar pe tot parcursul anului pe măsură ce vremea se schimbă. Focile migrează ca răspuns la aceste schimbări, iar urșii polari trebuie să-și urmeze prada. În Golful Hudson, Golful James și în alte zone, gheața se topește complet în fiecare vară (un eveniment denumit adesea „despărțirea bancului de gheață”), forțând urșii polari să meargă pe uscat și să aștepte până la următorul îngheț. În Marea Chukchi și Marea Beaufort, urșii polari se retrag în fiecare vară pe gheața mai la nord, care rămâne înghețată pe tot parcursul anului.

## Caracteristici fizice

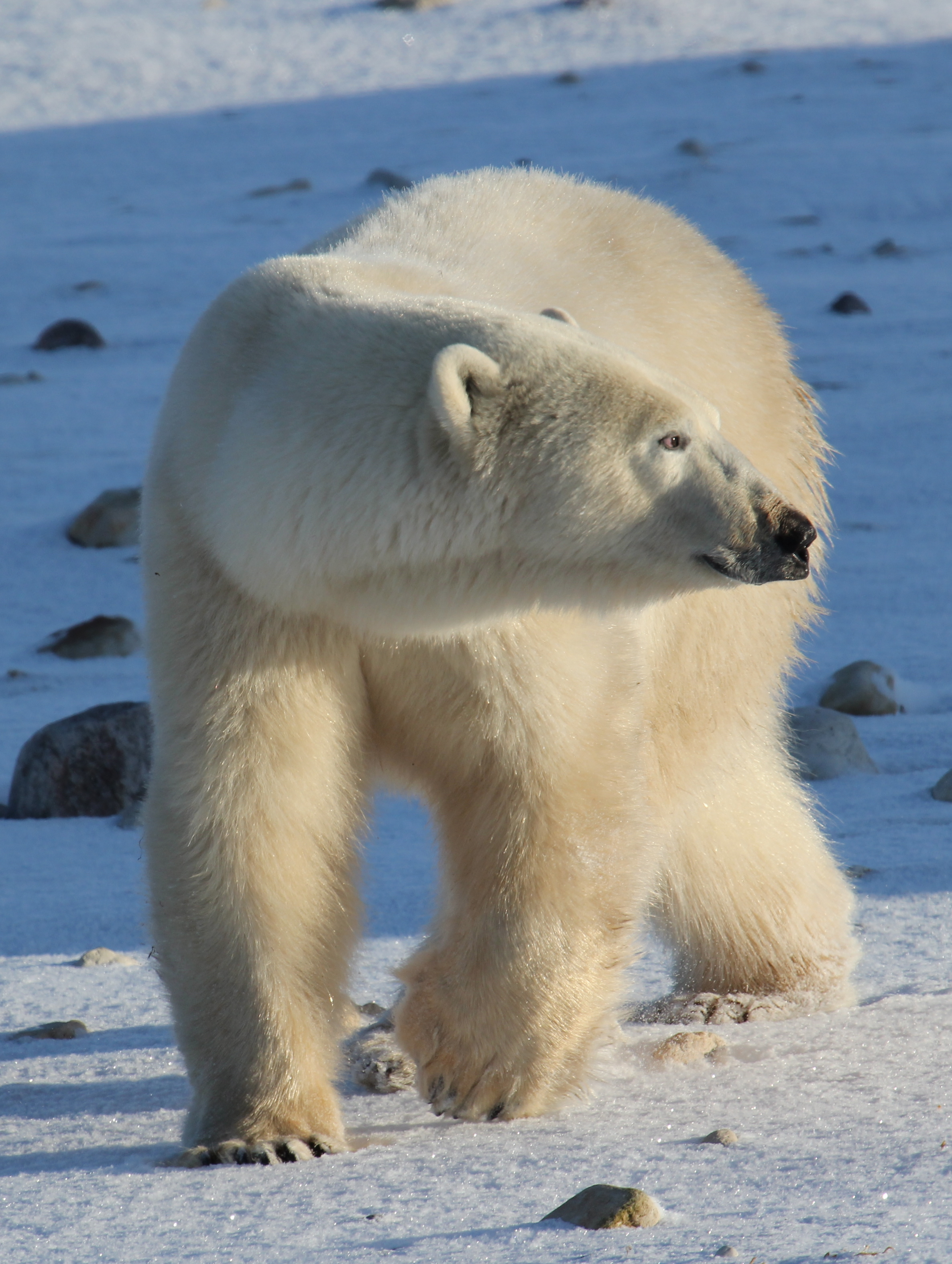
Ursul polar are un simț al mirosului foarte bine dezvoltat.

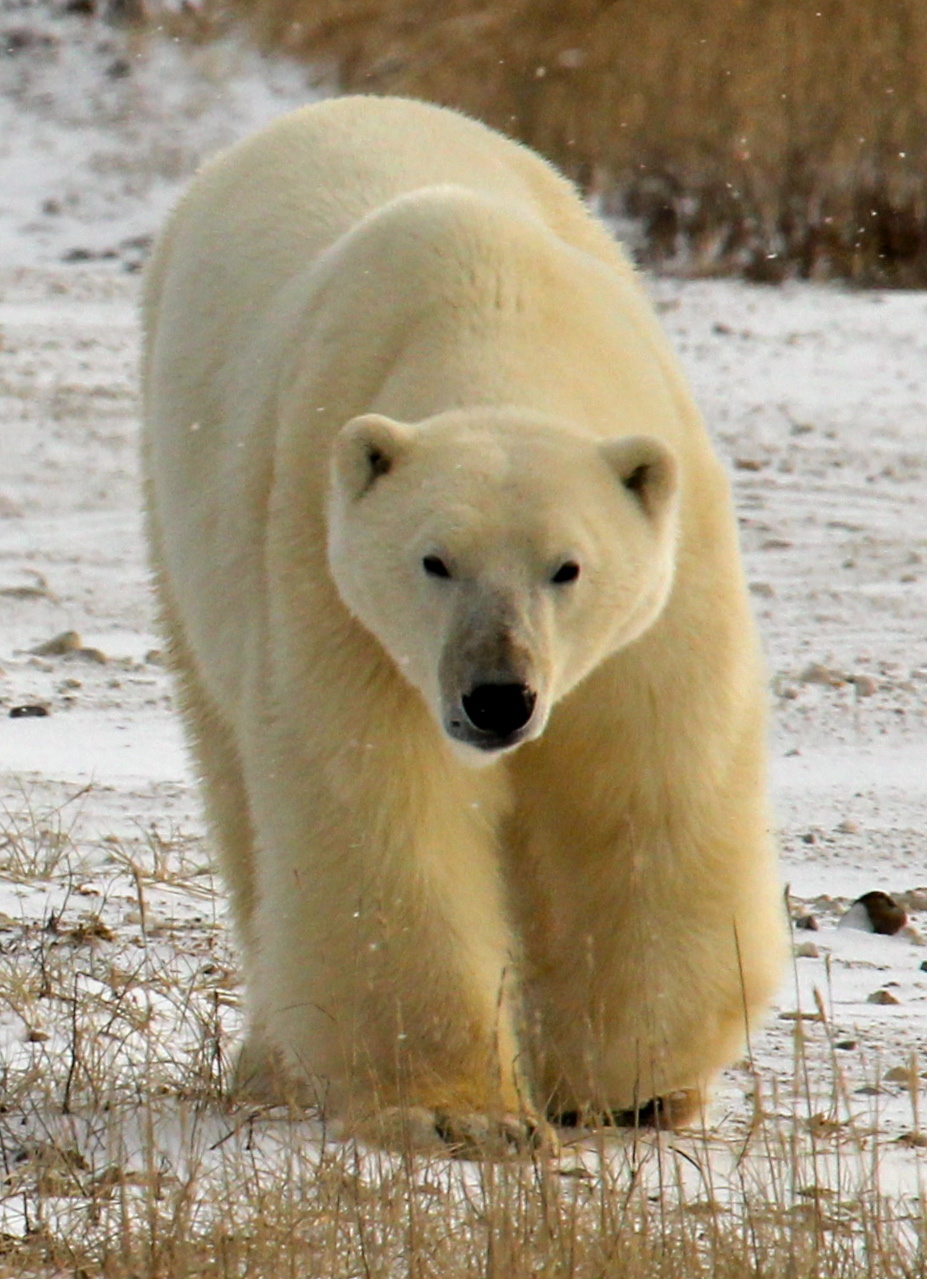
Urs polar lângă Manitoba, Canada

Singurul alt urs asemănător ca mărime cu ursul polar este ursul Kodiak, care este o subspecie a ursului brun. Urșii polari adulți cântăresc 350–700 kg și măsoară 2,4–3 metri în lungime totală. În jurul Mării Beaufort, totuși, masculii maturi au o medie de 450 kg. Femelele adulte au aproximativ jumătate din dimensiunea masculilor și cântăresc în mod normal 150–250 kg, măsurând 1,8–2,4 metri în lungime. În altă parte, a fost revendicată o greutate medie estimată puțin mai mare de 260 kg pentru femelele adulte. Când sunt însărcinate, totuși, femelele pot cântări până la 500 kg. Ursul polar este printre cele mai dimorfe din punct de vedere sexual dintre mamifere, depășit doar de pinipede precum elefantul de mare.
Cel mai mare urs polar înregistrat, cântărind 1.002 kg, a fost un mascul împușcat la Kotzebue Sound, în nord-vestul Alaska, în 1960. Acest specimen avea o înălțime de 3,39 m când stătea pe picioarele din spate. Înălțimea umerilor unui urs polar adult este de 122 până la 160 cm. În timp ce toți urșii au coada scurtă, coada ursului polar este cea mai scurtă, variind de la 7 la 13 cm în lungime.
În comparație cu ruda sa cea mai apropiată, ursul brun, ursul polar are o construcție mai alungită și un craniu și un nas mai lungi. Picioarele sunt îndesate, iar urechile și coada sunt mici. Cu toate acestea, labele picioarelor sunt foarte mari pentru a distribui sarcina atunci când merge pe zăpadă sau gheață subțire și pentru a oferi propulsie atunci când înoată; pot măsura 30 cm la un adult. Labele sunt acoperite cu papile mici și moi (umflături dermice), care asigură tracțiunea pe gheață. Ghearele ursului polar sunt scurte în comparație cu cele ale ursului brun, poate pentru a servi nevoii acestuia de a prinde prada grea și gheața. Cercetarea tiparelor de răni la membrele anterioare ale ursului polar a constatat că leziunile membrelor anterioare drepte sunt mai frecvente decât cele din stânga, sugerând, probabil, că este dreptaci. Spre deosebire de ursul brun, urșii polari în captivitate sunt rareori supraponderali sau deosebit de mari, posibil ca o reacție la condițiile calde din majoritatea grădinilor zoologice.
Cei 42 de dinți ai unui urs polar reflectă dieta sa extrem de carnivoră. Dinții sunt mai mici și mai zimțați decât la ursul brun, iar caninii sunt mai mari și mai ascuțiți. Formula dentară este 3.1.4.23.1.4.3.

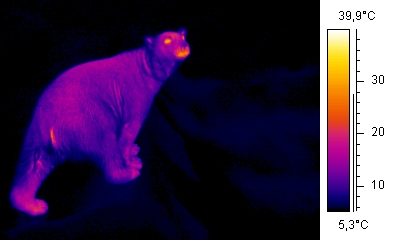
Ursul polar pe o imagine termică

Pielea de urs este neagră și astfel absoarbe mai bine căldura; puii de urs au pielea roz. Blana lui are de obicei un aspect alb, dar din cauza oxidării poate părea gălbui, de la maro până la gri. În spatele aspectului alb al blănii se află un fenomen optic (așa-numita refracție a luminii), dar în realitate părul este transparent, fără pigment. Blana lor este un material izolator excelent, astfel încât ursul polar este greu de prins cu imagini termice. Urșii polari năpârlesc treptat din mai până în august, dar, spre deosebire de alte mamifere arctice, blana lor nu devine mai închisă la culoare pentru a oferi camuflaj în condiții de vară.
 

Blana albă îngălbenește de obicei odată cu vârsta. Când este ținută în captivitate în condiții calde și umede, blana poate deveni o nuanță de verde palid din cauza algelor care cresc în interiorul firelor de păr.

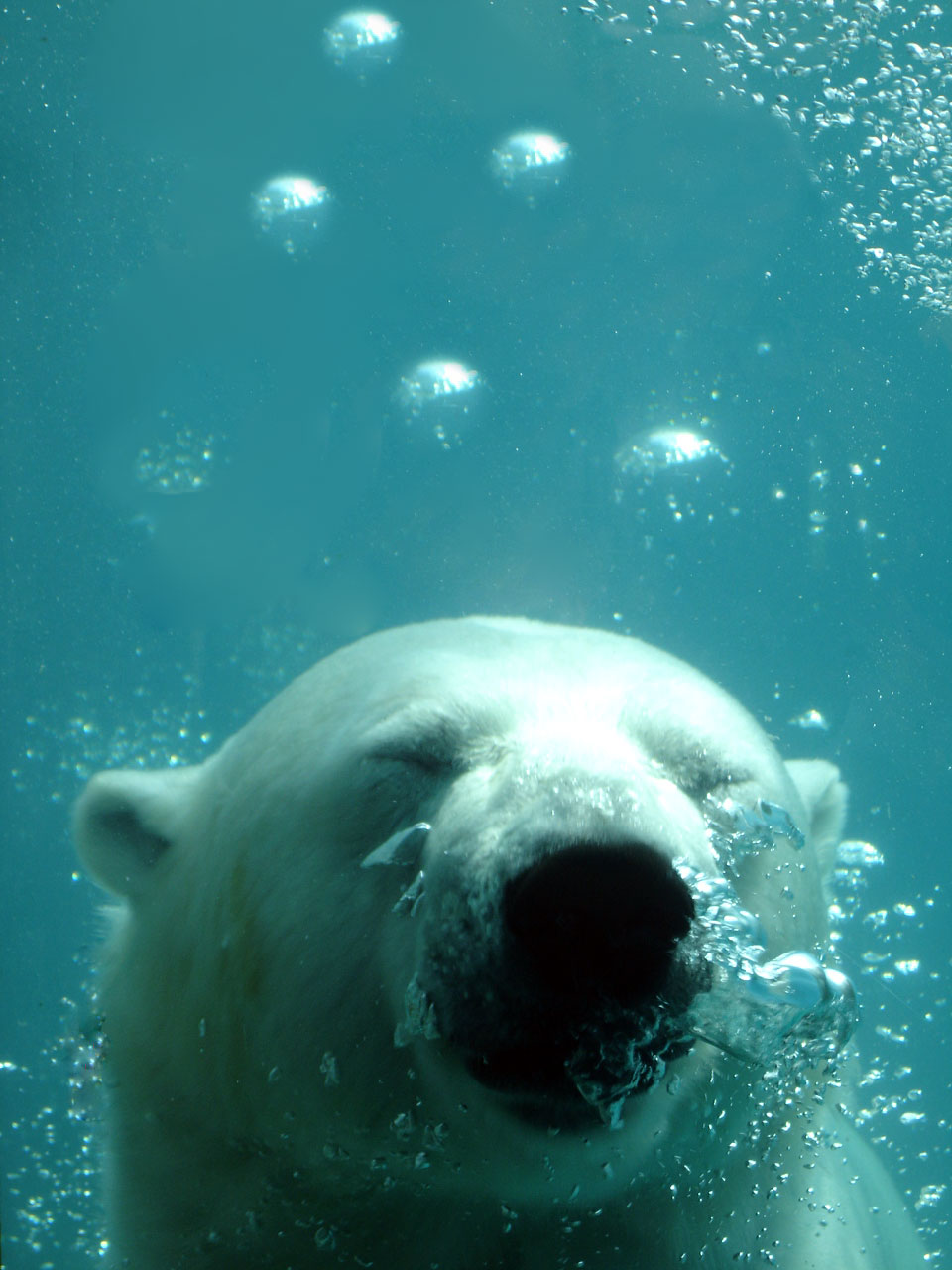
Ursul polar poate înota sute de kilometri și poate sta sub apă mai mult de trei minute.

 Masculii au fire de păr semnificativ mai lungi pe picioarele anterioare, care cresc în lungime până când ursul împlinește vârsta de 14 ani. Se crede că părul ornamental al picioarelor anterioare a masculului atrage femelele, având o funcție similară coamei leului.
Ursul polar are un simț al mirosului extrem de bine dezvoltat, fiind capabil să detecteze foci la aproape 1,6 km distanță și îngropate sub 1 m de zăpadă. Auzul său este la fel de acut ca cel al unui om, iar vederea este bună și la distanțe lungi.

Ursul polar este un înotător excelent și adesea va înota zile întregi. Un urs a înotat continuu timp de 9 zile în marea rece Bering timp de 700 km pentru a ajunge la gheață departe de uscat. Apoi a călătorit încă 1.800 km. În timpul înotului, ursoaica a pierdut 22% din masa corporală și puiul ei de un an a murit. Cu grăsimea sa corporală care oferă flotabilitate, ursul înoată folosind labele mari anterioare pentru propulsie. Nu își folosește picioarele din spate atunci când înoată, ci doar membrele din față, care este o adaptare la apă care nu se observă la niciun alt mamifer cu patru picioare. Urșii polari pot înota cu 10 km/h. Când merge, ursul polar tinde să aibă un mers greoi și menține o viteză medie de aproximativ 5,6 km/h. Când sprintează, poate atinge până la 40 km/h. De asemenea, se poate scufunda și rămâne sub apă mai mult de trei minute (timpul maxim de scufundare înregistrat pentru un individ sălbatic este de 3 minute și 10 secunde, timp în care a înotat 40-50 de metri sub apă). De asemenea, poate urca pe gheață aproape vertical sau poate face un salt de până la patru metri între două bucăți de gheață. 
Dacă nu există suficientă hrană, poate sta fără să mănânce câteva luni datorită rezervei de grăsime. Jumătate din greutatea sa corporală este grăsime și, datorită sistemului său circulator adaptat, nivelurile chiar mai mari de colesterol nu îi cauzează nici o problemă. Acest țesut adipos atinge o grosime de aproximativ 10 cm și îl protejează bine de temperaturile de îngheț. Rezistă mai greu la temperaturi mai mari de 10 °C și se poate supraîncălzi.

### Creierul și inteligența
Creierul ursului polar cântărește aproape 500 g. Pentru comparație, creierul unui leu cântărește în jur de 240 g, a unui om adult 1.300–1.400 g, a unui elefant 4.619–4.783 g și a unui cașalot, care este cel mai greu dintre toate animalele, până la 7.800 g. Creierul de gorilă sau de cal are mase comparabile cu cele ale unui urs polar.
Descoperiri interesante asupra inteligenței animalelor au adus un studiu publicat în 2016. Au fost puse la încercare 39 de tipuri de mamifere carnivore, un total de 140 de indivizi din diferite grădini zoologice, printre care: ursul polar, vulpea polară, leopardul zăpezilor, tigrul, hiena pătată, vidra sau panda roșu. Fiecare animal avea o limită de jumătate de oră pentru a accesa hrana preferată, închisă într-o cușcă de metal, cu un singur zăvor. Dimensiunile cuștii au fost întotdeauna adaptate la dimensiunea animalului. În total, 35% dintre animale au ajuns la hrană în termen, iar urșii, care au avut o rată de succes de aproape 70% (69,2%), s-au descurcat foarte bine. Acest studiu a arătat că nivelul de inteligență (sau nivelul de îndemânare) este legat de mărimea creierului (adică mărimea creierului în raport cu greutatea animalului).
Unii inuiți au declarat că au văzut câțiva urși care au ucis morse puternice lovindu-le în cap cu o bucată de piatră sau o bucată de gheață înghețată (nu pot ucide morsele prin tacticile obișnuite – mușcături de cap – pentru că morsa are un craniu aproape impenetrabil). Un nou studiu detaliat publicat în 2021 în principalul jurnal academic Arctic confirmă că acesta nu este un mit. În rândul animalelor, folosirea uneltelor pentru rezolvarea problemelor este un semn de inteligență (cimpanzeii, delfinii sau elefanții sunt la fel de inventivi).

## Comportament

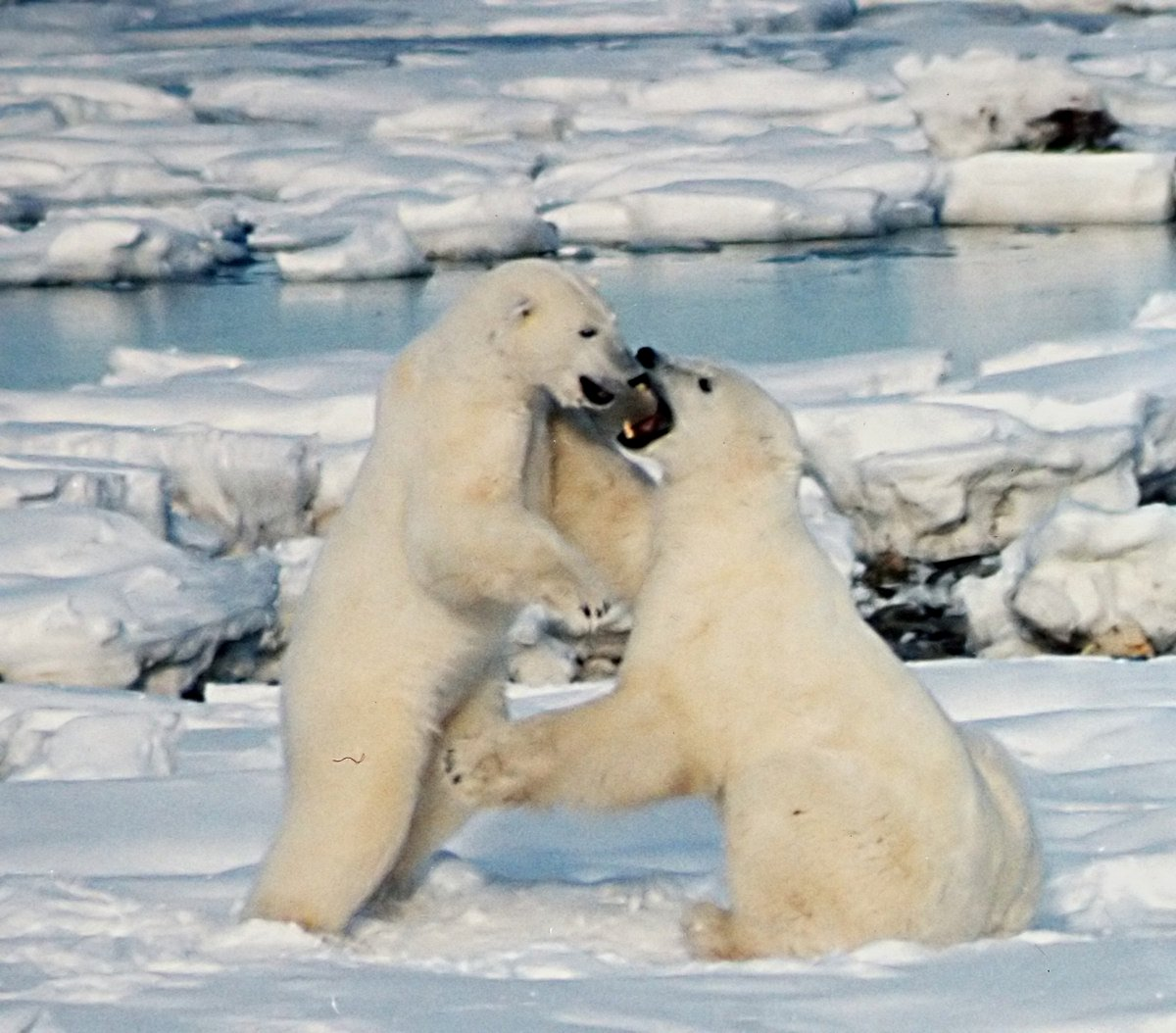
Urșii tineri se joacă luptându-se frecvent. În timpul sezonului de împerechere, luptele efective sunt intense și adesea lasă cicatrici.

Spre deosebire de urșii bruni, urșii polari nu sunt teritoriali. Deși există stereotipul că sunt extrem de agresivi, ei sunt în mod normal precauți în confruntări și adesea aleg să fugă mai degrabă decât să lupte. Dacă sunt sătui rar atacă oamenii, dacă nu sunt provocați puternic. Din cauza lipsei de interacțiune umană anterioară, urșii polari înfometați sunt extrem de imprevizibili, nu le e teamă de oameni și se știe că ucid și uneori mănâncă oameni. Multe atacuri ale urșilor bruni sunt rezultatul surprinderii animalului, ceea ce nu este cazul ursului polar. În timp ce urșii bruni deseori mutilează o persoană și apoi pleacă, atacurile urșilor polari sunt mai probabil să fie de pradă și sunt aproape întotdeauna fatale. Cu toate acestea, din cauza populației umane foarte mici din jurul Arcticii, astfel de atacuri sunt rare. 
În general, urșii polari adulți duc vieți solitare. Cu toate acestea, au fost adesea văzuți jucându-se împreună ore în șir și chiar dormind îmbrățișați, iar zoologul Nikita Ovsianikov a descris masculii adulți ca având „prietenii bine dezvoltate”. Puii sunt și ei deosebit de jucăuși. În special, printre masculii tineri, lupta poate fi un mijloc de exersare pentru o competiție serioasă în timpul viitoarelor sezoane de împerechere. Sunt de obicei tăcuți, dar comunică cu diverse sunete. Femelele comunică cu puii lor prin mormăieli și pufăieli, iar strigătele de suferință atât ale puilor, cât și ale subadulților constau în behăieli. Când sunt nervoși, urșii pufăie și mormăie, în timp ce șuierăturile, mârâiturile și urletele sunt semne de agresiune. Comunicarea chimică poate fi, de asemenea, importantă: urșii își lasă în urmă mirosul, ceea ce le permite celorlalți urși anumite informații în vasta sălbăticie arctică.
În 1992, un fotograf din apropiere de Churchill a realizat un set de fotografii, care a fost răspândit pe scară largă, cu un urs polar jucându-se cu un câine eschimos canadian (Canis familiaris) care avea o zecime din dimensiunea sa. Perechea s-a luptat împreună în mod inofensiv în fiecare după-amiază timp de 10 zile la rând, fără un motiv aparent, deși ursul ar fi încercat să-și demonstreze prietenia în speranța de a împărți mâncarea. Acest tip de interacțiune socială este neobișnuit; este mult mai tipic ca urșii polari să se comporte agresiv față de câini.

### Vânătoare și dietă

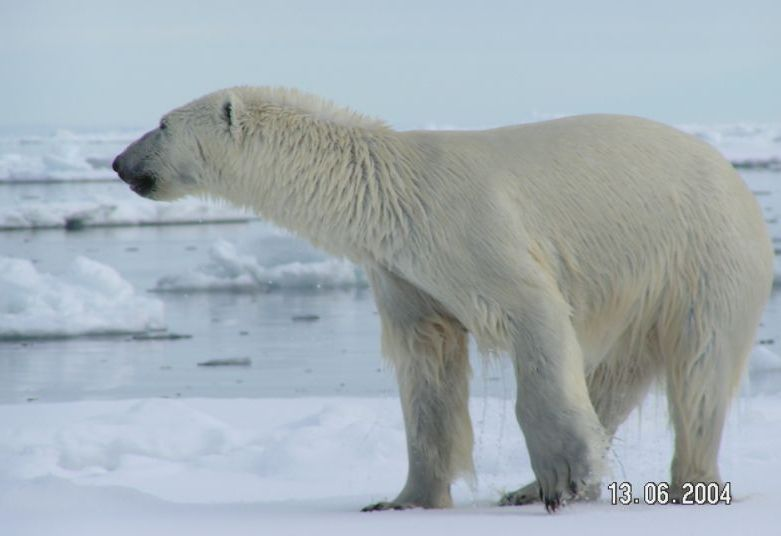
Botul și gâtul lung al ursului polar îl ajută să caute foci în găurile adânci, în timp ce mușchii posteriori puternici îi permit să tragă pradă masivă.

Ursul polar este cel mai carnivor membru al familiei urșilor, iar dieta sa constă în principal din foci inelate (Pusa hispida) și foci bărboase (Erignathus barbatus). Arctica găzduiește milioane de foci, care devin pradă atunci când ies la suprafață pentru a respira, sau atunci când ies pe gheață pentru a se odihni. Urșii polari vânează în primul rând la interfața dintre gheață, apă și aer; doar rar prind foci pe uscat sau în apă deschisă.
Ursul își folosește excelentul simț al mirosului pentru a localiza o gaură prin care focile ies să respire și se ghemuiește în apropiere așteptând ore întregi ca foca să apară. Ursul polar ucide foca mușcând-o de cap pentru a-i zdrobi craniul. Vânează, de asemenea, prin pândirea focilor care se odihnesc pe gheață: după ce observă o focă, merge până la 90 m și apoi se ghemuiește. Dacă foca nu-l observă, ursul se strecoară la 9 până la 12 m de focă și apoi se grăbește să atace. O a treia metodă de vânătoare este de a ataca bârlogurile pe care foca le face în zăpadă când naște.

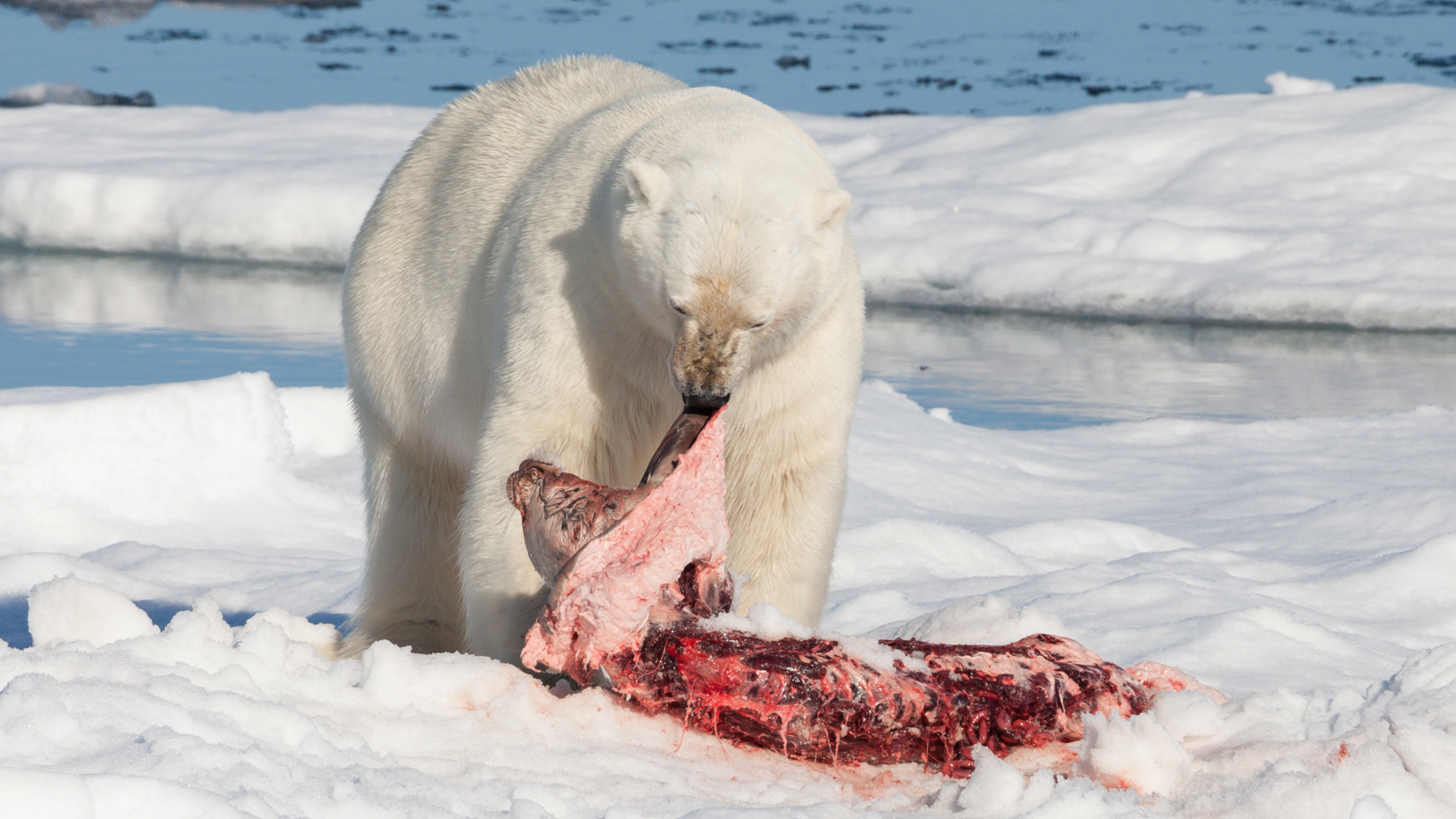
Urs hrănindu-se cu o focă

Urșii maturi tind să mănânce doar pielea bogată în calorii și grăsimea de focă, care sunt ușor digerabile, în timp ce urșii mai tineri consumă carnea roșie bogată în proteine.  Studiile au fotografiat urși polari escaladând stânci aproape verticale, pentru a mânca pui și ouă de păsări. Pentru urșii adolescenți, care sunt independenți de mama lor, dar nu au dobândit încă suficientă experiență și dimensiunea corpului pentru a vâna cu succes foci, curățarea carcaselor rămase de la masa altor urși este o sursă importantă de nutriție.
Este un oportunist adaptabil care, pe lângă focile obișnuite, vânează și alte pinipede, precum foca cu creastă (Cystophora cristata) și mai rar morsa (Odobenus rosmarus), caz în care vizează indivizii tineri, bolnavi sau răniți, o morsă adultă putând avea de două ori greutatea ursului, o piele extrem de groasă și colți de fildeș lungi de până la 1 metru care pot fi folosiți ca arme formidabile. Urșii polari au fost văzuți că pradă balenele beluga (Delphinapterus leucas) și narvali (Monodon monoceros). Uneori înoată sub apă pentru a prinde pești cum ar fi salvelinus alpinus sau myoxocephalus quadricornis.

Limbajul corpului: 1. în repaus, 2. evaluarea situației, 3. în timpul hrănirii

În cazuri excepționale, ursul polar are o tendință de canibalism; unii masculi înfometați nu ezită să omoare femele cu puii. Cu excepția femelelor însărcinate, urșii polari sunt activi pe tot parcursul anului. Spre deosebire de urșii bruni și negri, urșii polari sunt capabili să postească până la câteva luni la sfârșitul verii și la începutul toamnei, când nu pot vâna foci deoarece marea este neînghețată. Când gheața de mare nu este disponibilă în timpul verii și la începutul toamnei, unele populații trăiesc din rezervele de grăsime luni întregi, deoarece urșii polari nu „hibernează” în nici un moment al anului.

#### Flexibilitatea alimentară
Deși vânătoarea focilor este modul de viață indispensabil pentru majoritatea urșilor polari, atunci când există alternative, aceștia sunt destul de flexibili. Urșii polari consumă o mare varietate de alte animale sălbatice, inclusiv bou moscat (Ovibos moschatus), ren (Rangifer tarandus), păsări, ouă, rozătoare, crabi, alte crustacee, pești și alți urși polari. De asemenea, pot mânca plante, inclusiv fructe de pădure, rădăcini și alge; cu toate acestea, nici una dintre acestea nu reprezintă o parte semnificativă a dietei lor. Având în vedere schimbările climatice, gheața care se sparge în zone precum Golful Hudson mai devreme decât se întâmpla mai înainte, urșii polari exploatează resurse alimentare, cum ar fi gâștele de zăpadă și ouăle, și plante precum leymus arenarius în cantități crescute.
Deși copitatele nu sunt o pradă tipică, uciderea uneia în timpul lunilor de vară poate crește foarte mult șansele de supraviețuire în timpul acelei perioade slabe. La fel ca la ursul brun, majoritatea prăzilor copitate ale urșilor polari sunt mai degrabă exemplare tinere, bolnave sau rănite, decât adulți sănătoși. Metabolismul ursului polar este specializat pentru a necesita cantități mari de grăsime de la mamiferele marine și nu poate obține un aport caloric suficient din hrana terestră.
În zona lor de sud, în special lângă Golful Hudson și Golful James, urșii polari canadieni rezistă toată vara fără banchiza de pe care poate să vâneze. Aici, ecologia lor alimentară arată flexibilitatea lor alimentară. Oamenii de știință au descoperit că 71% dintre urșii din Golful Hudson s-au hrănit cu alge marine și că aproximativ jumătate se hrăneau cu păsări, cum ar fi alle alle și rațele de mare, în special rața cu coadă lungă (53%) și eiderul comun, înotând sub apă pentru a le prinde. De asemenea, se scufundau pentru a se hrăni cu midii albastre și alte surse de hrană subacvatice, cum ar fi ariciul de mare verde.

### Reproducere și îngrijirea puilor

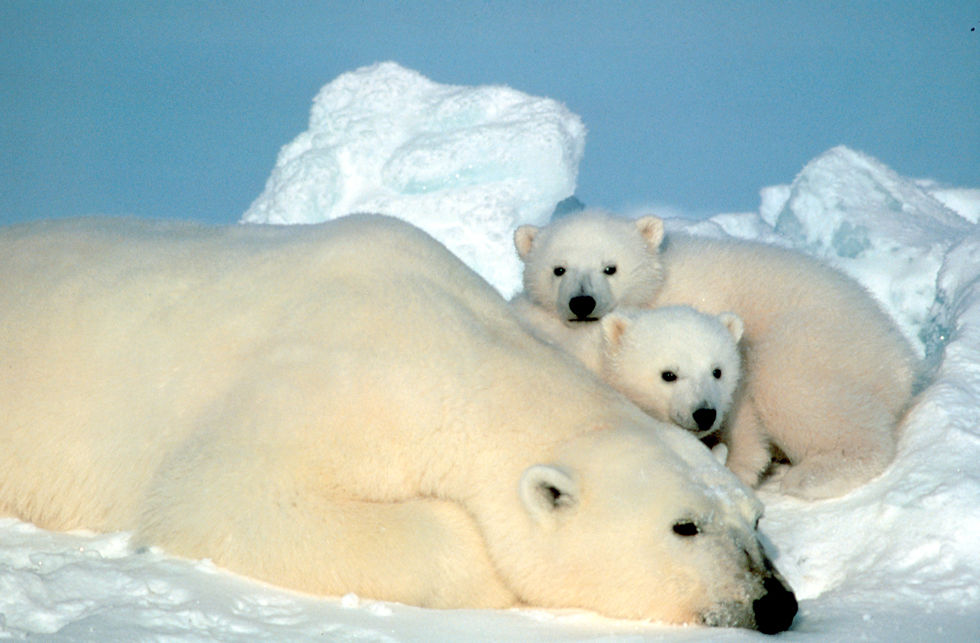
Femelă cu pui

Ursul polar nu trăiește într-o pereche permanentă, nu este monogam. Curtea și împerecherea au loc pe banchiză în aprilie și mai, când urșii polari se adună în cele mai bune zone de vânătoare de foci. Un mascul poate lua urma unei femele timp de 100 km sau mai mult și, după ce o găsește, se angajează în lupte intense cu alți masculi pentru dreptul la împerechere, lupte care deseori duc la cicatrici. Partenerii rămân împreună și se împerechează în mod repetat timp de o săptămână; ritualul de împerechere induce ovulația la femelă.
După împerechere, oul fertilizat rămâne în stare suspendată până în august sau septembrie. În aceste patru luni, femela însărcinată mănâncă cantități mari de hrană, adesea dublându-și greutatea corporală.
Când sloiurile de gheață sunt la minim în toamnă, punând capăt posibilității de vânătoare, fiecare femelă însărcinată sapă un bârlog constând dintr-un tunel îngust care duce la una până la trei camere. Majoritatea bârlogurilor sunt în zăpadă, dar pot fi făcute și sub pământ în permafrost dacă nu este încă suficient de frig pentru zăpadă. În bârlog, ea intră într-o stare latentă similară cu hibernarea. Această stare de hibernare nu constă în somn continuu; cu toate acestea, ritmul cardiac al ursoaicei încetinește de la 46 la 27 de bătăi pe minut. Temperatura corpului ei nu scade în această perioadă, așa cum ar fi pentru un mamifer tipic în hibernare.

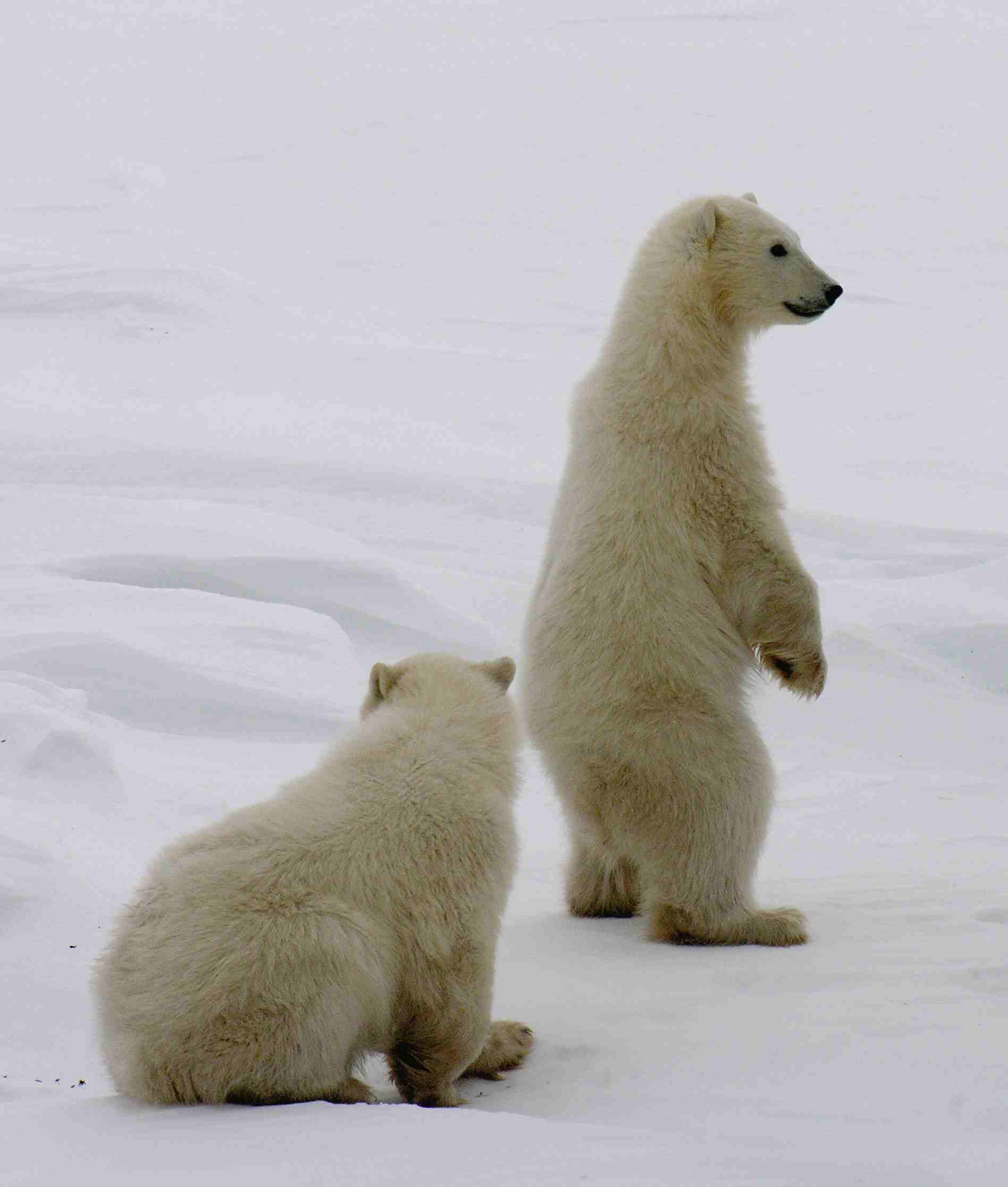
Pui de urs

Între noiembrie și februarie, puii se nasc orbi, acoperiți cu o blană ușoară de puf și cântărind mai puțin de 0,9 kg, Puii cresc repede, în prima lună de la naștere, dorm și se hrănesc pe rând, ochii încep să se deschidă treptat și câteva săptămâni mai târziu pot vedea și merge. Familia rămâne în bârlog până la jumătatea lunii aprilie, mama ținând post în timp ce își alăptează puii cu un lapte bogat în grăsimi. Când mama deschide intrarea bârlogului, puii ei cântăresc aproximativ 10 până la 15 kilograme. Timp de aproximativ 12 până la 15 zile, familia petrece timp în afara bârlogului rămânând în vecinătate, mama mâncând vegetație în timp ce puii se obișnuiesc să meargă, să se joace și să-și antreneze simțurile. Apoi începe drumul lung din zona bârlogului până la gheața de mare, unde mama poate prinde din nou foci. Puii imită în mod jucăuș metodele de vânătoare ale mamei pentru a se pregăti pentru viața ulterioară. La vârsta de 4-5 luni, puii vor mânca o dietă solidă și vor începe să vâneze singuri într-un an, dar de obicei au un succes vizibil în al doilea an de viață. Perioada critică pentru urși este primul an de viață; datele colectate între 2001 și 2006 au arătat că 57% ar putea să nu supraviețuiască. Lipsa hranei și greutatea redusă a puilor sau starea mai slabă a mamei și lipsa ei de experiență sunt, pe scurt, principalele cauze ale eșecului.
Se știe că femelele de urs polar adoptă alți pui. Mai multe cazuri de adopție de pui sălbatici au fost confirmate prin teste genetice. Urșii adulți de orice sex ucid și mănâncă ocazional puii de urs polar. În majoritatea cazurilor, puii sunt înțărcați la vârsta de doi ani și jumătate, când mama îi alungă sau îi abandonează. După ce mama pleacă, frații pui călătoresc și împart hrana împreună timp de săptămâni sau luni.

#### Speranța de viață
Urșii polari trăiesc rareori peste 25 de ani. Cei mai bătrâni urși sălbatici din istorie au murit la vârsta de 32 de ani, în timp ce cel mai în vârstă urs în captivitate a fost o femelă care a murit în 1991, la vârsta de 43 de ani. Cauzele morții la urșii polari adulți sălbatici sunt puțin înțelese, deoarece carcasele sunt rareori găsite în habitatul arctic al speciei. În sălbăticie, urșii polari bătrâni devin în cele din urmă prea slabi pentru a prinde mâncare și treptat mor de foame. Urșii polari răniți în lupte sau accidente pot să moară fie din cauza rănilor, fie să devină incapabili să vâneze eficient, ceea ce duce la înfometare.

## Amenințări

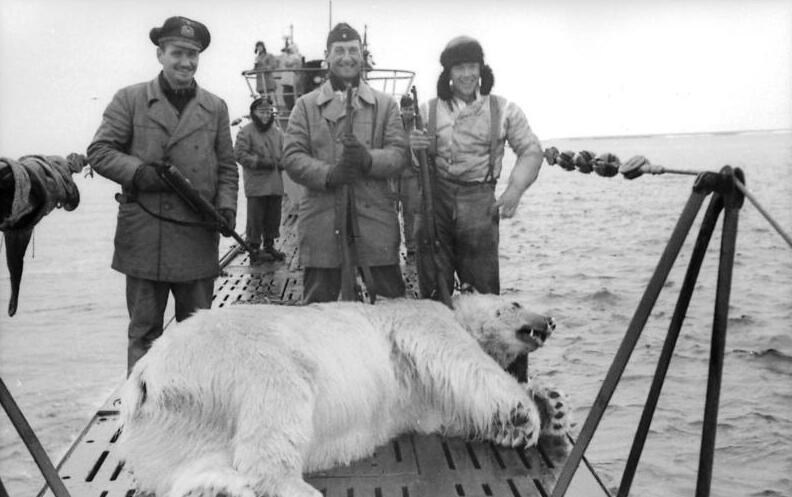
Soldati ai Kriegsmarine cu un urs polar vanat 1943

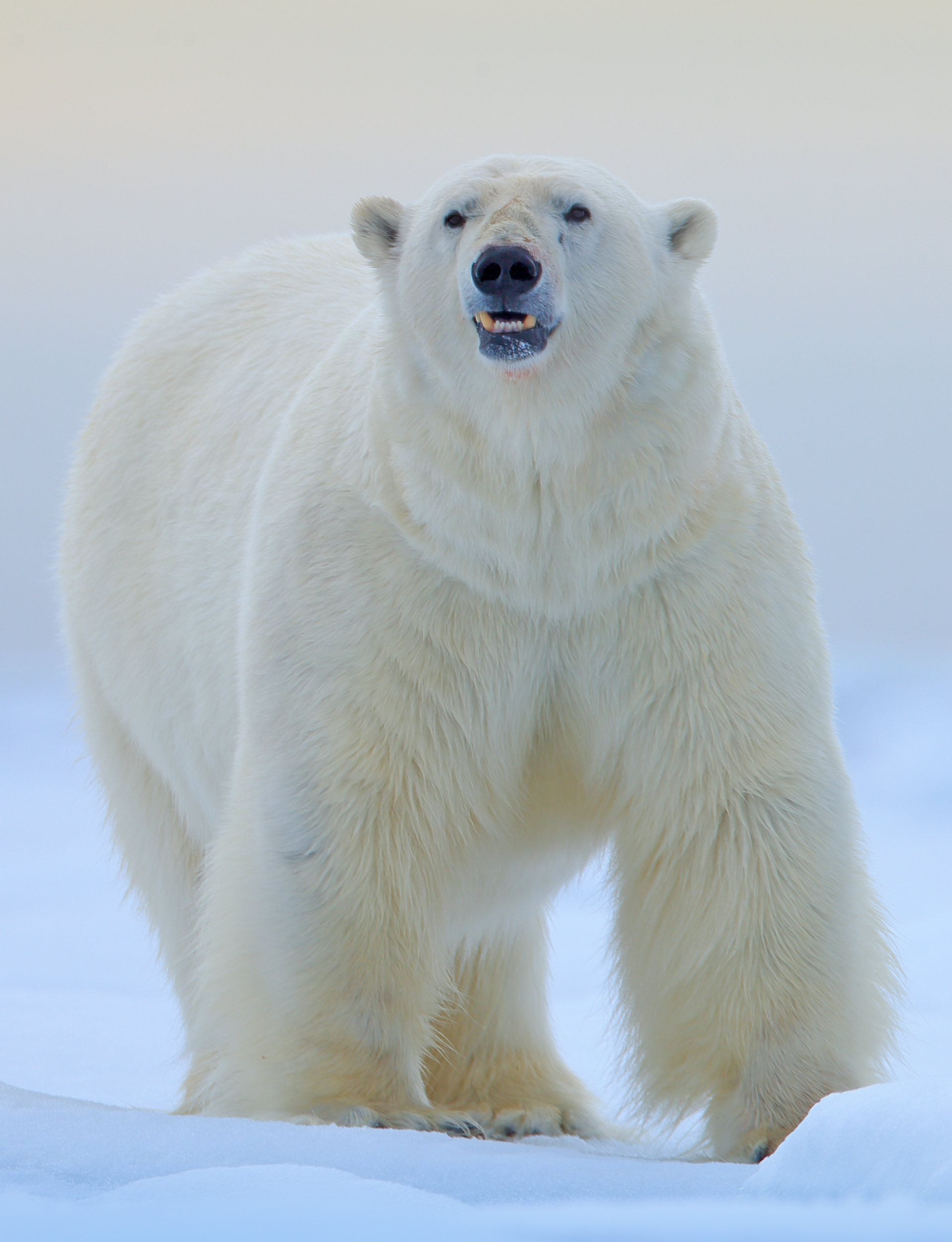
Ursus maritimus

Urșii polari au fost vânați de populațiile arctice în principal pentru blană, grăsime, canini (amulete); carnea este comestibilă, în ciuda un anumit risc de trichineloză. Ficatul de urs polar este toxic pentru oameni deoarece conține prea multă vitamina A, iar ingerarea acestuia provoacă de obicei hipervitaminoză A. Fiind un carnivor care se hrănește în mare parte cu carnivore care mănâncă pește, ursul polar ingerează cantități mari de vitamina A care este stocată în ficat.
În secolul al XX-lea, a existat o vânătoare mai intensă pentru utilizarea comercială a diferitelor părți ale corpului urșilor, dar de multe ori era doar o vânătoare de trofee, recreativă. Această influență umană a perturbat atât de mult spațiul de viață al urșilor încât a avut loc o scădere dramatică a populației; în 1950-1960, trăiau aproximativ 5.000 până la 10.000 de indivizi. Preocupările cu privire la supraviețuirea viitoare a speciei au dus la elaborarea unor reglementări naționale privind vânătoarea urșilor polari, începând cu mijlocul anilor 1950. Uniunea Sovietică a interzis orice vânătoare în 1956. Canada a început să impună cote de vânătoare în 1968. Norvegia a adoptat o serie de reglementări din ce în ce mai stricte din 1965 până în 1973 și de atunci a interzis complet vânătoarea. Statele Unite au început să reglementeze vânătoarea în 1971 și au adoptat Legea privind protecția mamiferelor marine în 1972. În 1973, Acordul internațional pentru conservarea urșilor polari a fost semnat de toate cele cinci națiuni al căror teritoriu este locuit de urși polari: Canada, Danemarca, Norvegia, Uniunea Sovietică și Statele Unite. Tratatul permite vânătoarea „de către localnici folosind metode tradiționale”.
O amenințare modernă este, de exemplu, extinderea activității industriale (extracția petrolului și gazelor) și frecvența crescută a transporturilor maritime, terestre sau aeriene, în ceea ce privește limitarea, perturbarea și poluarea habitatului ursului. Animalul este expus la zgomot neobișnuite care poate afecta negativ creșterea puilor. Uleiul de petrol prins în părul ursului îi reduce proprietățile izolante, sau dacă este ingerat accidental poate bloca rinichii. În cazul unei scurgeri de petrol, este nevoie de multe ori de luni până la ani pentru ca mediul să fie curățat din nou. Un astfel de dezastru ecologic este periculos nu numai pentru urși, ci și pentru întregul ecosistem care funcționează.

### Schimbările climatice
Uniunea Internațională pentru Conservarea Naturii, Evaluarea impactului schimbărilor climatice în mediul arctic, Serviciul de prospectare geologică al Statelor Unite și mulți biologi care studiază ursul polar și-au exprimat îngrijorarea profundă cu privire la impactul schimbărilor climatice, unii prezicând extincția până în 2100.
Pericolul cheie reprezentat de schimbările climatice este malnutriția sau înfometarea din cauza pierderii habitatului. Urșii polari vânează foci pe banchiză; creșterea temperaturii face ca banchiza să se topească mai devreme în cursul anului, împingând urșii la țărm înainte ca aceștia să își formeze suficiente rezerve de grăsime pentru a supraviețui perioadei de hrană limitată de la sfârșitul verii și începutul toamnei. Reducerea banchizelor îi obligă pe urși să înoate pe distanțe mai lungi, ceea ce le epuizează și mai mult depozitele de energie și duce ocazional la înec. Gheața de mare mai subțire tinde să se deformeze mai ușor, ceea ce pare să îngreuneze accesul urșilor polari la foci. Hrănirea insuficientă duce la rate mai scăzute de reproducere la femelele adulte și la rate mai scăzute de supraviețuire la pui și la urșii tineri, pe lângă starea corporală mai proastă la urșii de toate vârstele.

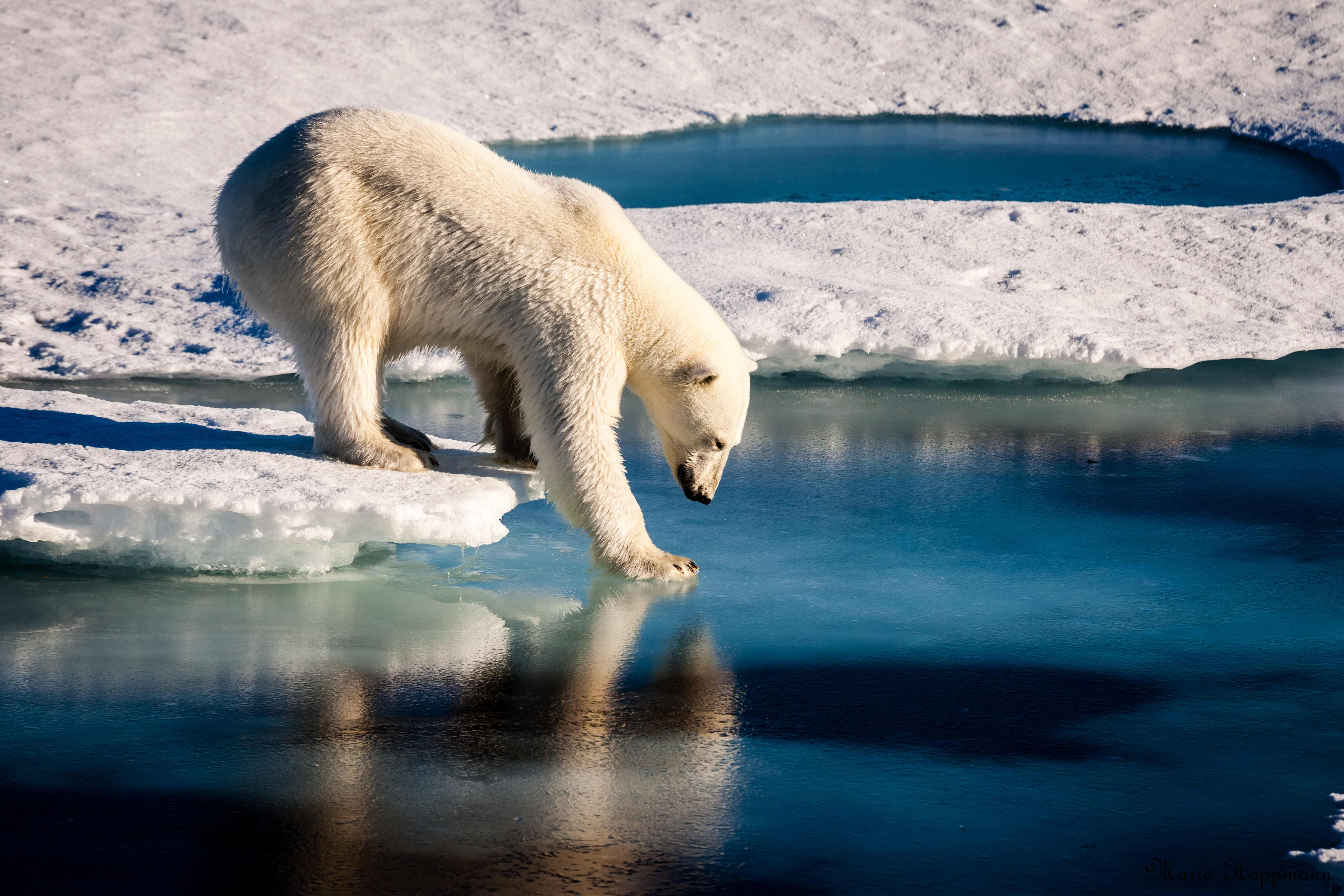
Urs polar examinând rezistența gheții

Pe lângă crearea de stres nutrițional, este de așteptat ca un climat care se încălzește să afecteze diverse alte aspecte ale vieții urșilor polari: schimbările în gheața mării afectează capacitatea femelelor însărcinate să-și construiască bârloguri adecvate. Pe măsură ce distanța dintre gheață și coastă crește, femelele trebuie să înoate pe distanțe mai mari pentru a ajunge în zonele favorizate de adăpost pe uscat. Iernile calde ar putea duce la prăbușirea acoperișului bârlogului sau la reducerea valorii izolatoare. Pentru urșii polari care se află în prezent pe o gheață formată în mulți ani, o mobilitate crescută a gheții poate duce la distanțe mai lungi de mers pentru mame și puii tineri atunci când, primăvara, se întorc în zonele de vânătoare de foci. Bacteriile cauzatoare de boli și paraziții ar înflori mai ușor într-un climat mai cald.
Interacțiunile problematice dintre urși polari și oameni, cum ar fi căutarea hranei în tomberoane de gunoi, au fost din punct de vedere istoric mai răspândite în anii în care ruperea gheții s-a produs devreme, iar urșii polari locali erau relativ slabi. Interacțiunile crescute dintre om și urși, inclusiv atacurile fatale asupra oamenilor, probabil vor crește pe măsură ce gheața mării se micșorează și urșii înfometați încearcă să găsească hrană pe uscat.

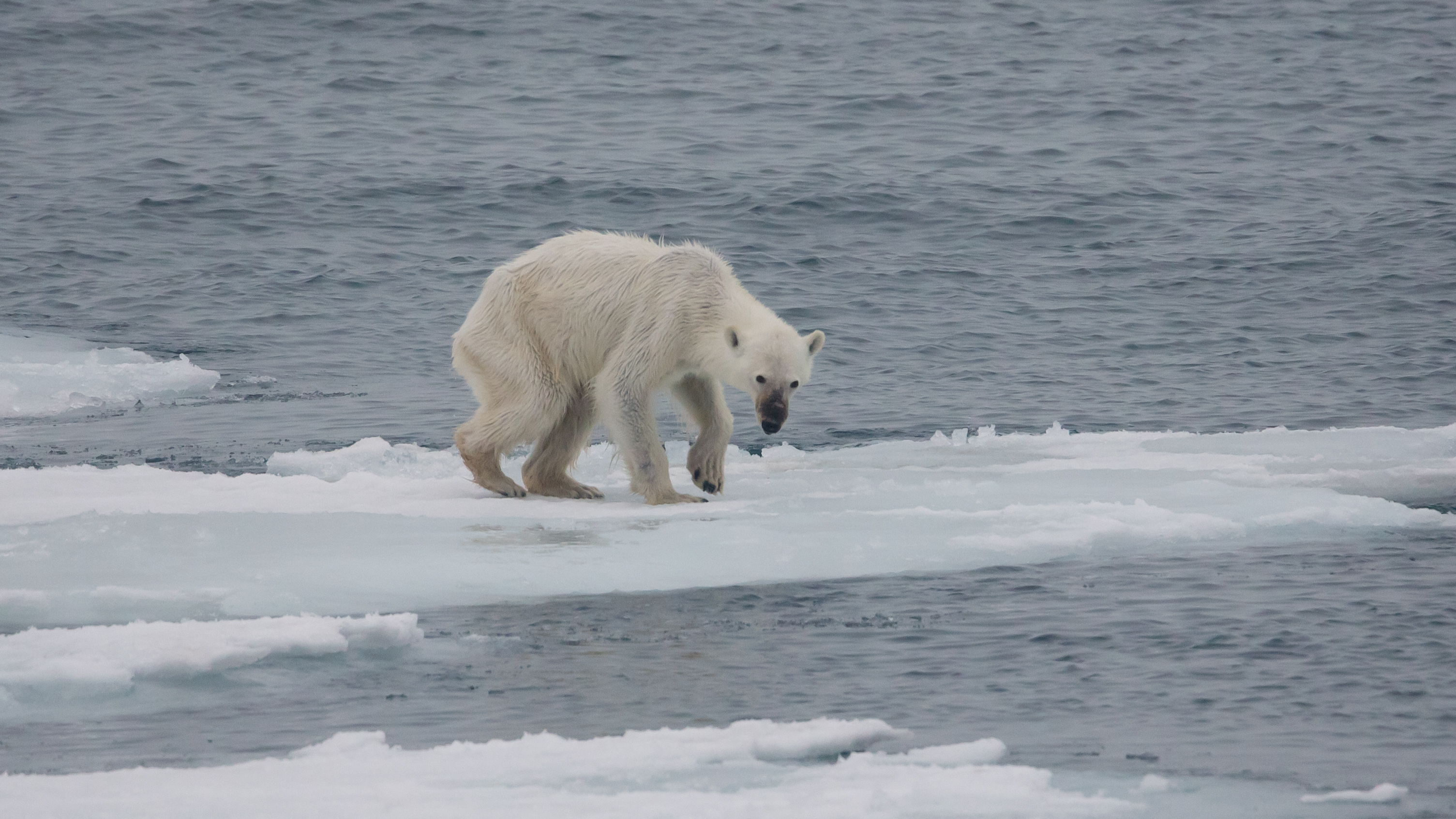
Urs înfometat lângă Svalbard

Efectele schimbărilor climatice sunt cele mai profunde în partea de sud a arealului ursul polar, unde s-a observat o degradare semnificativă a populațiilor locale. Din cauza temperaturilor ridicate ale aerului, destrămarea banchizei din vestul Golfului Hudson are loc în prezent cu trei săptămâni mai devreme decât acum 30 de ani, reducând durata sezonului de hrănire a urșilor polari. Starea corporală a urșilor polari a scăzut în această perioadă; greutatea medie a femelelor de urs polar singure (și probabil însărcinate) a fost de aproximativ 290 kg în 1980 și 230 kg în 2004. Între 1987 și 2004, populația de urși de aici a scăzut cu 22%, deși populația a fost listată ca „stabilă” în 2017. Pe măsură ce schimbările climatice topesc gheața, Serviciul de prospectare geologică al Statelor Unite prevede că două treimi din urșii polari vor dispărea până în 2050.
În Alaska, efectele contracției gheții marine au contribuit la rate mai mari ale mortalității la puii de urs polar și au dus la schimbări în zonele de adăpost ale femelelor gestante. Proporția bârlogurilor de maternitate de pe gheața de mare s-a schimbat de la 62% între anii 1985 până în 1994, la 37% în anii 1998 până în 2004. 
O nouă evoluție este că urșii polari au început să atingă un nou teritoriu. Au fost văzuți în număr din ce în ce mai mare pe țărm, rămânând pe continent pentru perioade mai lungi de timp în lunile de vară, în special în nordul Canadei, călătorind mai departe spre interiorul uscatului. Acest lucru poate determina o dependență crescută de dieta terestră, cum ar fi ouăle de gâscă și păsări de apă precum și creșterea conflictului om-urs.

## În cultură

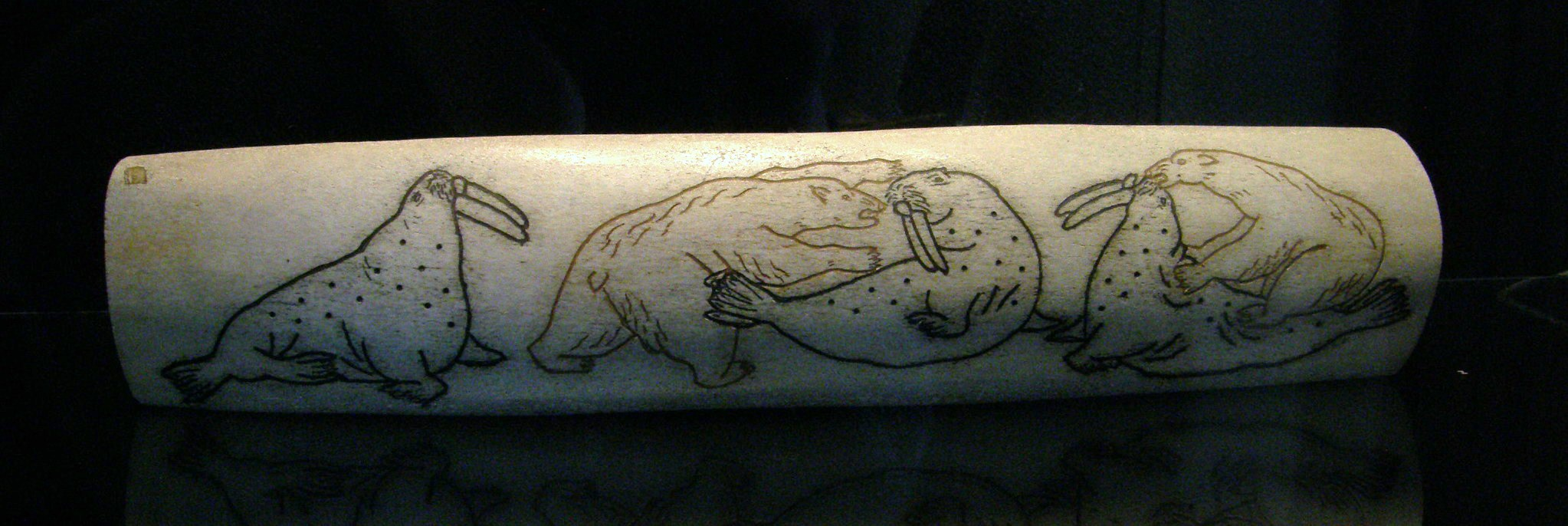
Gravură, realizată de cioplitori ciukci în anii 1940 pe un colț de morsă, care înfățișează urși polari vânând morse.

### Cultura indigenă
Pentru popoarele indigene din Arctica, urșii polari au jucat de mult un rol cultural și material important. Rămășițe de urși polari au fost găsite în locuri de vânătoare care datează cu 2.500 până la 3.000 de ani în urmă și au fost găsite picturi rupestre vechi de 1.500 de ani cu urși polari în Peninsula Ciukotsk. S-a sugerat că abilitățile popoarelor arctice în vânătoarea de foci și construcția de iglu au fost dobândite parțial de la urșii polari înșiși.
Inuiții și nativii din Alaska au multe povești populare despre urși, inclusiv legende în care urșii sunt oameni, atunci când se află în interiorul propriilor case, iar în exterior își pun blana de urs, și povești despre modul în care constelația despre care se spune că seamănă cu un mare urs înconjurat de câini a luat ființă. Aceste legende dezvăluie un respect profund pentru ursul polar, care este descris ca fiind puternic din punct de vedere spiritual și strâns înrudit cu oamenii. Postura asemănătoare omului atunci când urșii stau în picioare sau așezat au contribuit probabil la credința că spiritele oamenilor și ale urșilor sunt interschimbabile.
Printre populația ciukci și yupik din estul Siberiei, a existat un ritual șamanist de lungă durată de „mulțumire” a ursului polar vânat. După uciderea animalului, capul și pielea acestuia erau îndepărtate, curățate și aduse în casă, iar în tabăra de vânătoare era ținut un festin în cinstea sa. Pentru a potoli spiritul ursului, se cântau cântece tradiționale și muzică de tobe, iar craniul era hrănit în mod ceremonial și i se oferea o pipă. Numai după ce spiritul devenea liniștit, craniul era separat de piele, dus mai departe de casă și așezat în pământ, cu fața spre nord.
Neneții credeau în puterea talismanică a unui canin de urs polar care i-ar proteja de alți urși. Acestea au fost comercializate populației care locuia mai la sud ca protecție împotriva urșilor bruni. Se credea că „nepotul mic” (ursul brun) nu ar îndrăzni să atace un om care poartă caninul puternicului său „unchi”, ursul polar. Craniile urșilor polari uciși au fost îngropate în locuri sacre, iar din cranii ai fost construite altare, numite sedyangi. Mai multe astfel de situri au fost păstrate în Peninsula Yamal.

### Simbol și mascotă

Stema regiunii autonome Ciukotsk din Federația Rusă

Stema guvernului autonom groenlandez

Aspectul lor distinctiv și asocierea lor cu Arctica au făcut ca urșii polari să devină imagini populare, mai ales în acele zone în care sunt nativi. Moneda canadiană de doi dolari poartă pe verso o imagine a unui urs polar singuratic, în timp ce o ediție specială a prezentat trei urși polari. Ursul polar este mascota Colegiului Bowdoin, Maine, a Universității din Alaska Fairbanks și a Jocurilor Olimpice de iarnă din 1988, organizate la Calgary. Alături de irbis și iepure de câmp, el a fost și una dintre mascotele Jocurilor Olimpice de iarnă din 2014 de la Soci, Rusia. Echipa de hochei Eisbären Berlin folosește ca logo un urs polar care urlă, iar echipa de hochei Charlotte, Carolina de Nord, Charlotte Checkers, folosește ca mascota un urs polar numit Chubby Checker.
Din 2005, ursul polar este un simbol al partidului politic rus Rusia Unită, care a fost fondat la sfârșitul anului 2001 și are sediul la Moscova.
Coca-Cola a folosit imagini ale ursului polar în reclamele sale, iar companiile Polar Beverages, Nelvana, Bundaberg Rum, Klondike bars și Fox's Glacier Mints prezintă toate urși polari în logourile lor.
Groenlanda, o parte autonomă a Regatului Danemarcei, are o stemă cu un urs polar pe fond albastru. În mod similar, stema regiunii autonome Ciukotsk, care este parte administrativă a Rusiei, prezintă un urs polar care aici este înfățișat în profil, stând pe toate cele patru picioare, în fața hărții și pe un fundal violet.
Ziua Internațională a Ursului Polar este sărbătorită pe 27 februarie, atrăgând atenția asupra faptului că este o specie pe cale de dispariție. Grădinile zoologice în special coordonează și organizează adesea evenimente sociale în această zi importantă.

### În ficțiune
Urșii polari sunt populari în ficțiune, în special în cărțile pentru copii sau adolescenți. De exemplu, Fiul ursului polar este adaptat dintr-o poveste tradițională inuită. Romanul Fram, ursul polar a lui Cezar Petrescu spune povestea ursului Fram, care este scos din mediul său natural și trăiește cea mai mare parte a vieții la Circul Struțki, unde este principala atracție, însă tânjește după ghețurile polare. Romanul a fost adaptat într-un serial, Fram de șase episoade în regia Elisabetei Bostan. Serialul animat de televiziune Noah's Island prezintă un urs polar pe nume Noah ca protagonist.
Urșii polari apar în mod proeminent în romanul East de Edith Pattou, The Bear de Raymond Briggs (adaptat într-o animație scurtă în 1998), și serialul The Fire Within al lui Chris d'Lacey. În trilogia fantastică His Dark Materials a lui Philip Pullman urșii polari prezintă calități antropomorfe. Serialul de televiziune Lost prezintă urși polari care trăiesc pe o insulă tropicală.

Ursul polar pe monede
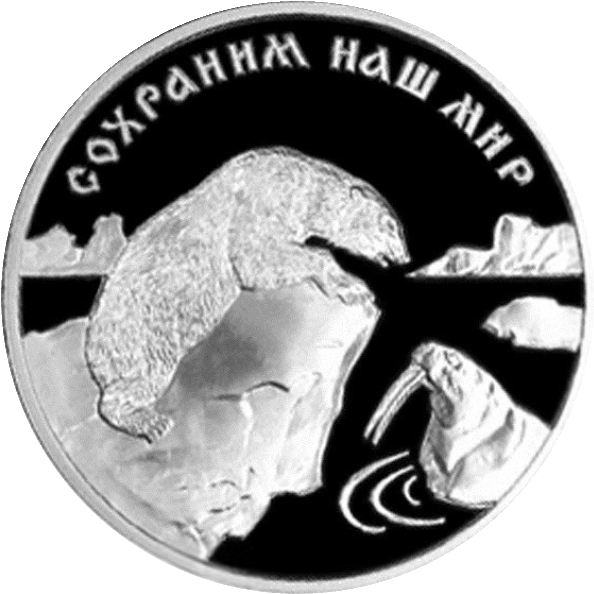
Monedă comemorativă de argint revers în valoare de 3 ruble (Rusia, 1997)
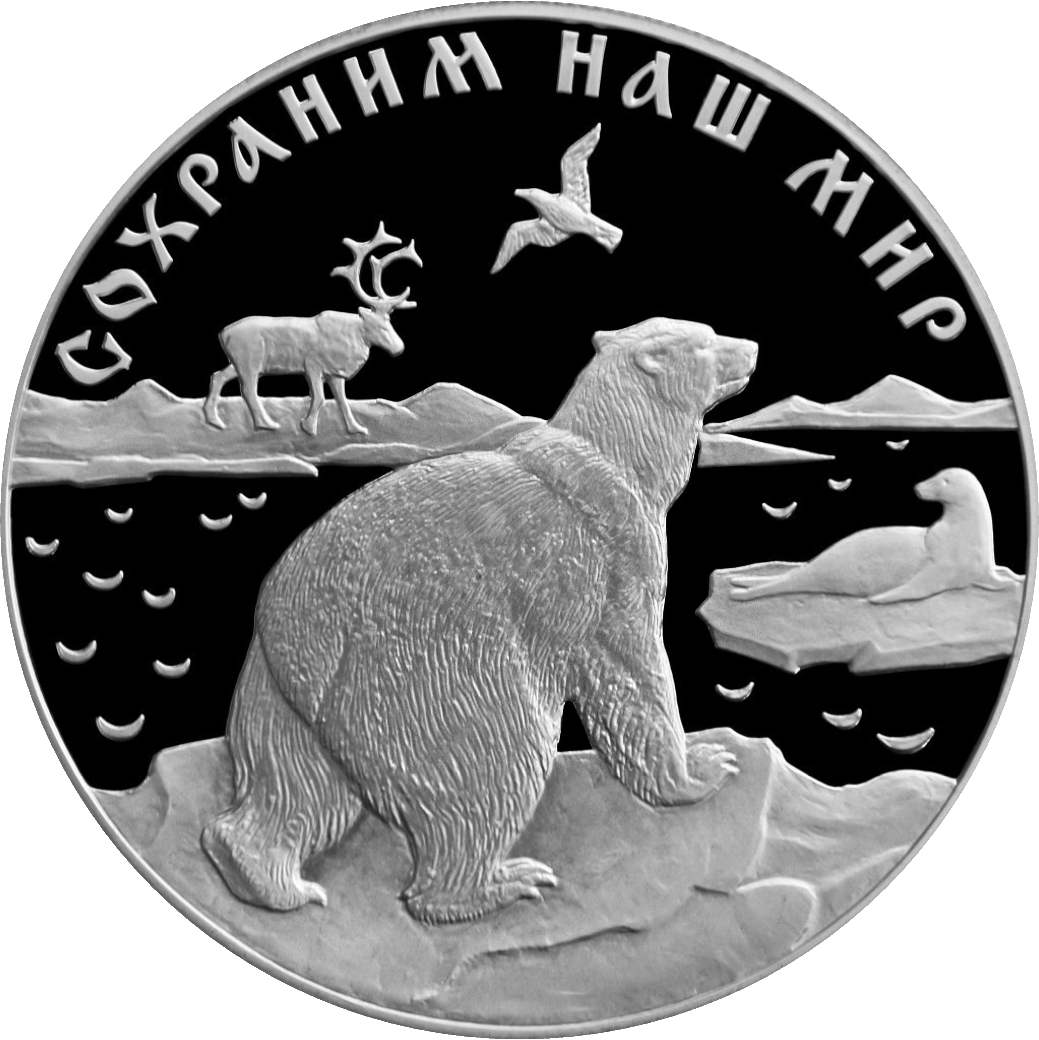
... 25 ruble
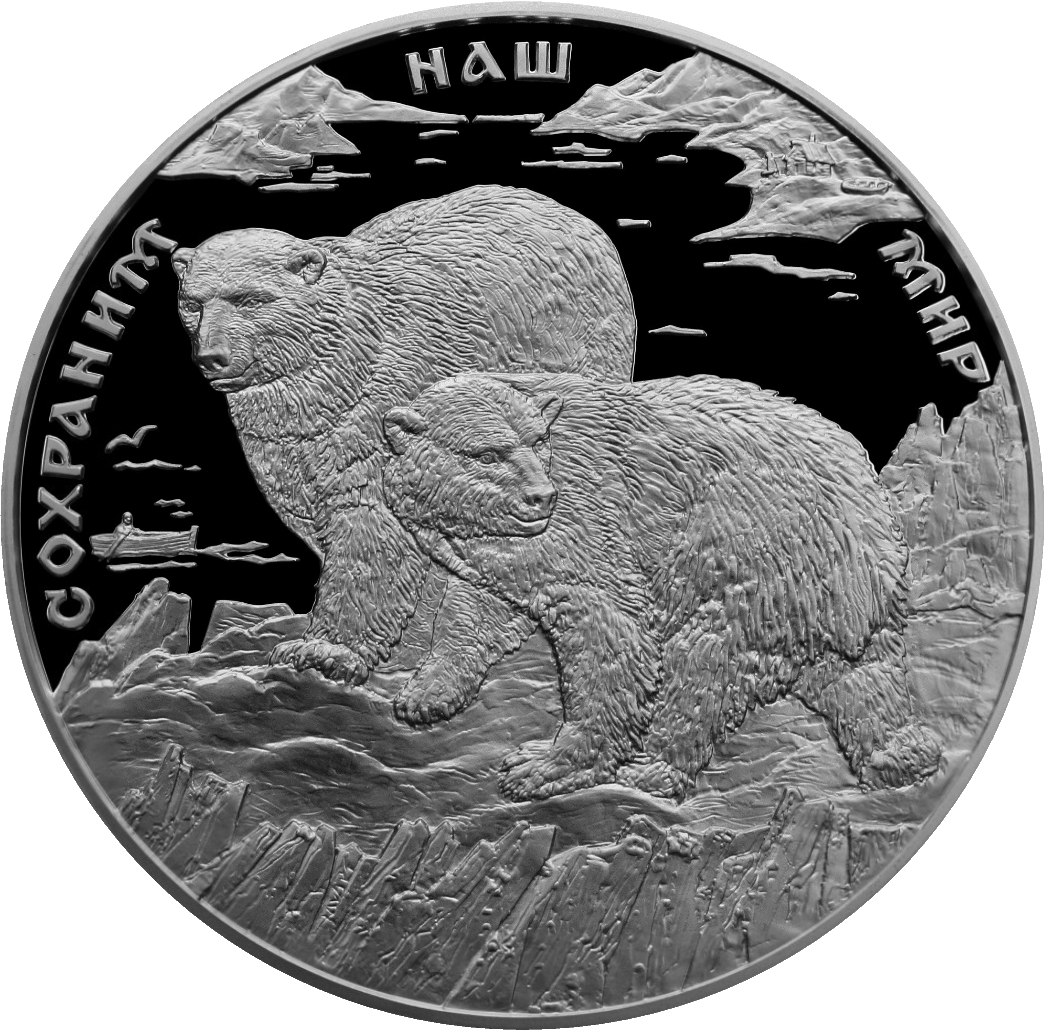
... 100 ruble
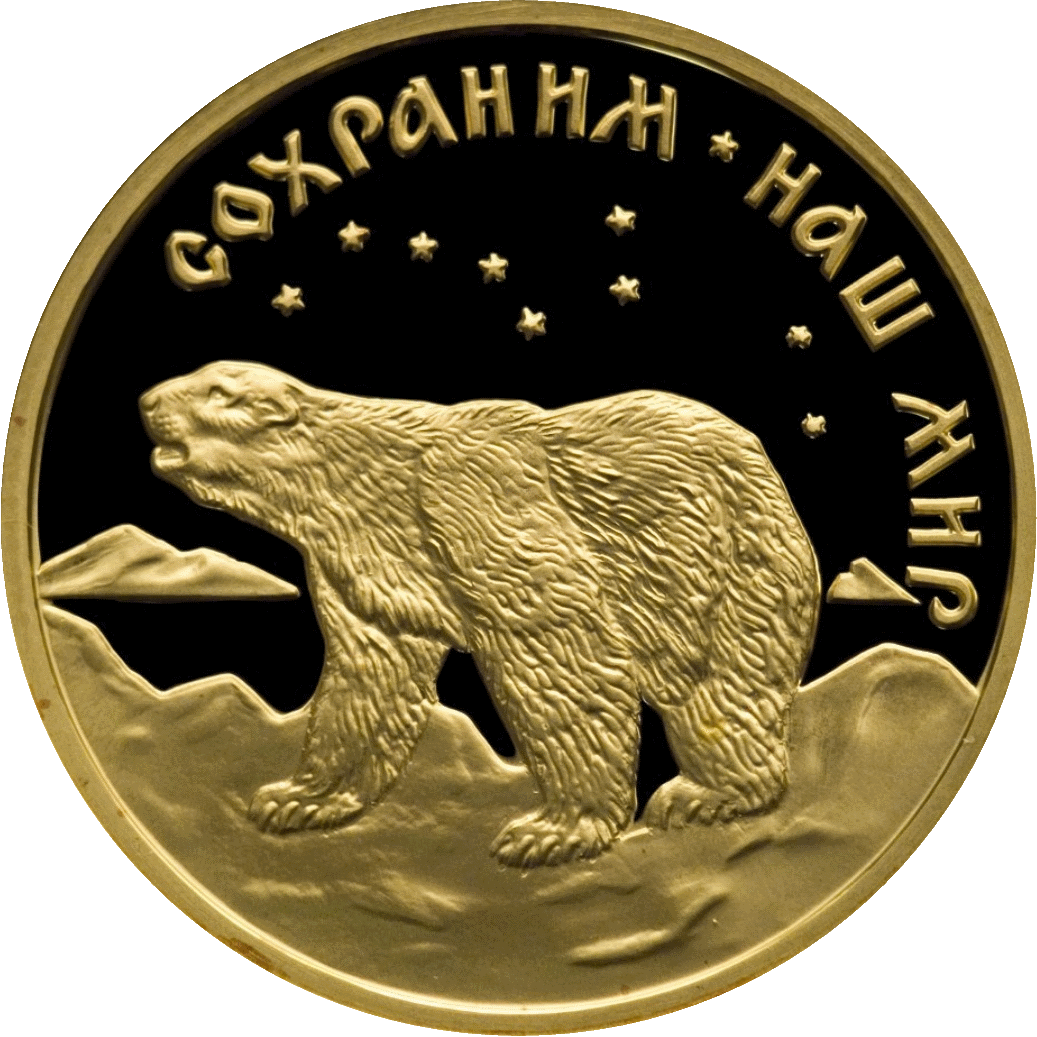
Monedă comemorativă de aur revers în valoare de 50 de ruble (Rusia, 1997)
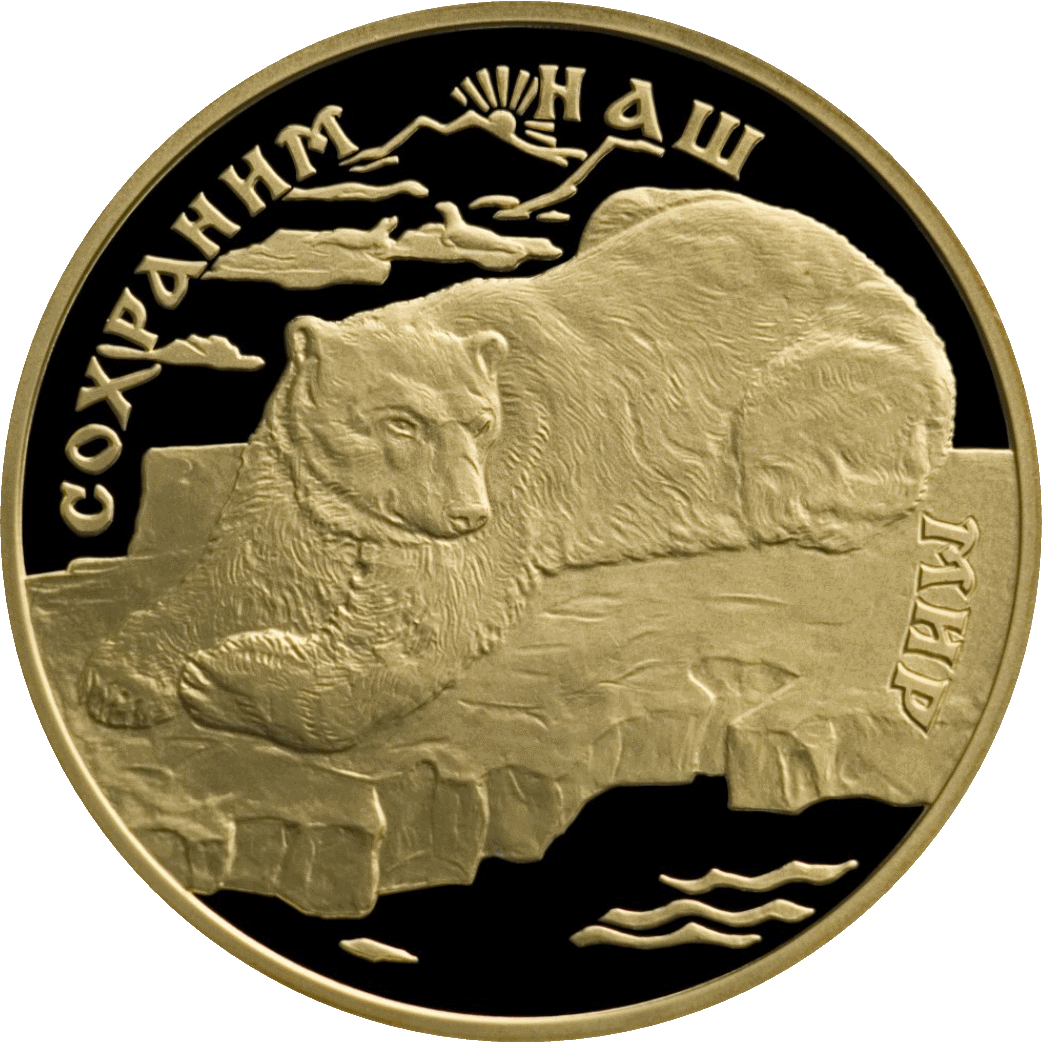
... 100 ruble
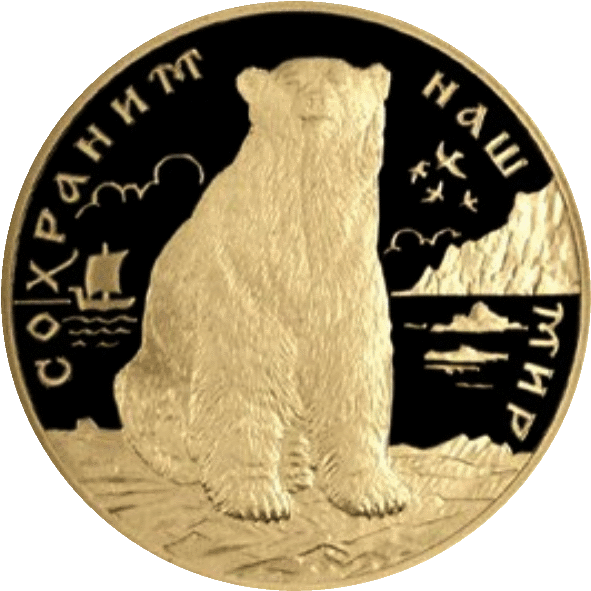
... 200 ruble
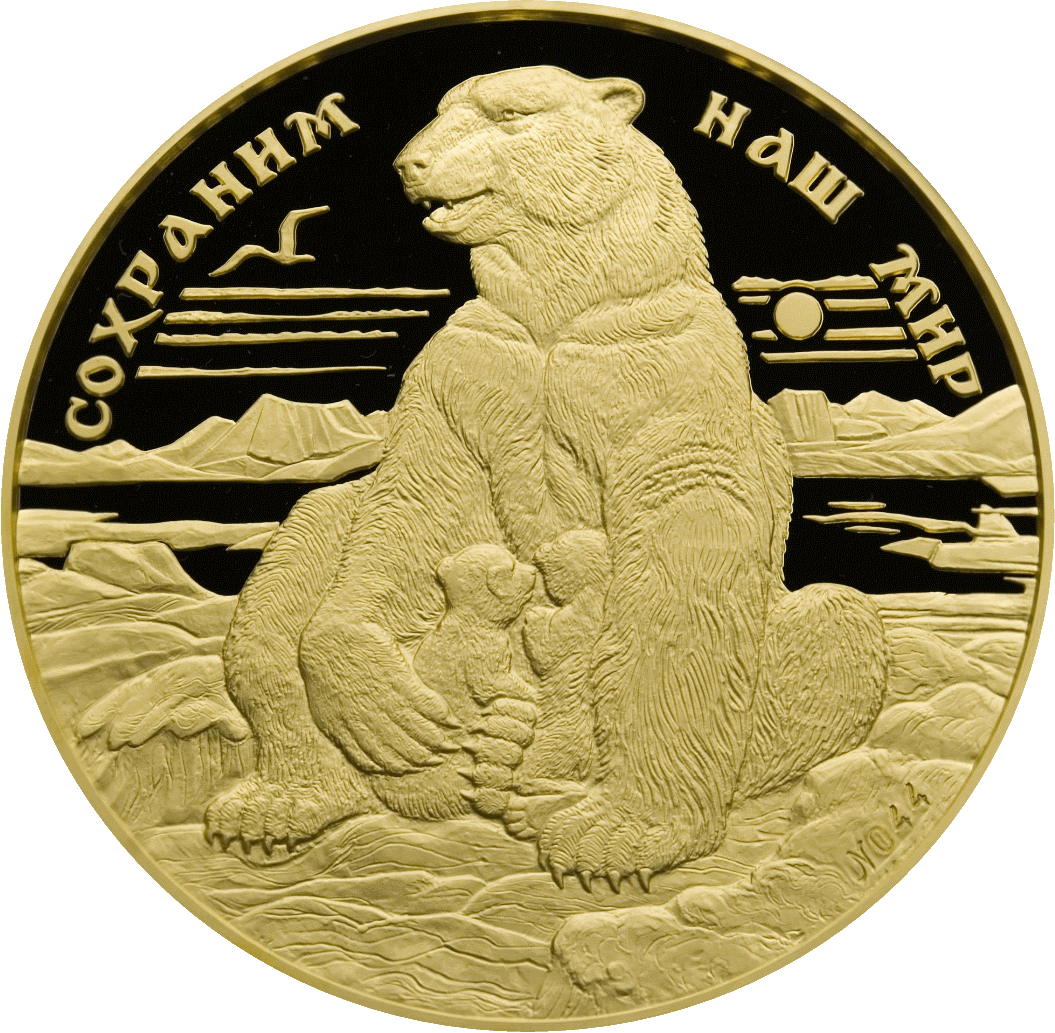
... 10.000 ruble

Ursul polar pe timbre
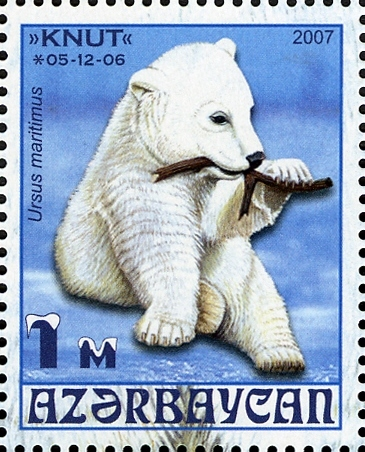
Azerbaijan
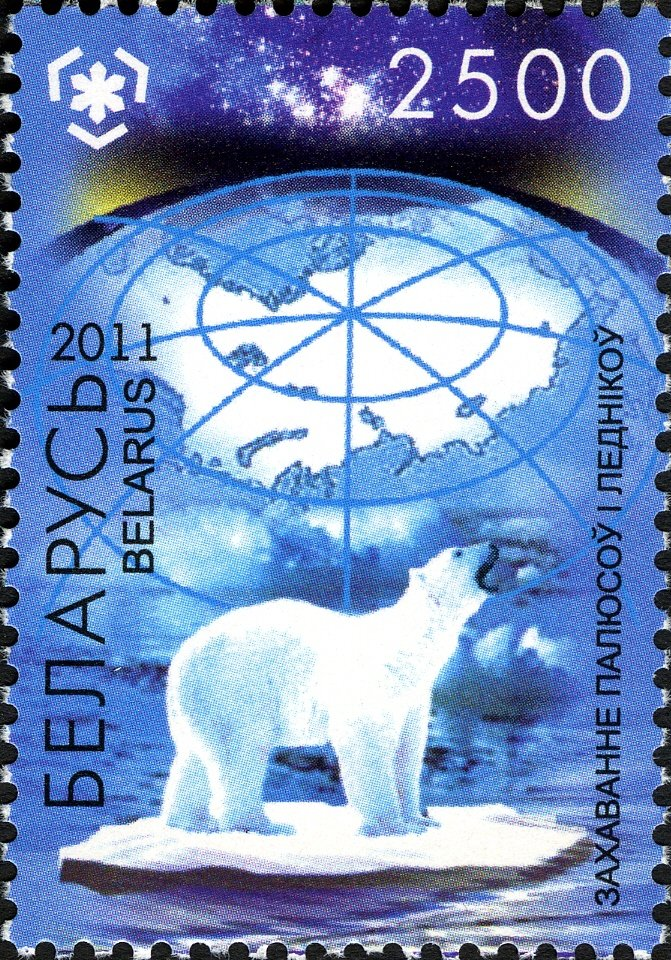
Belarus
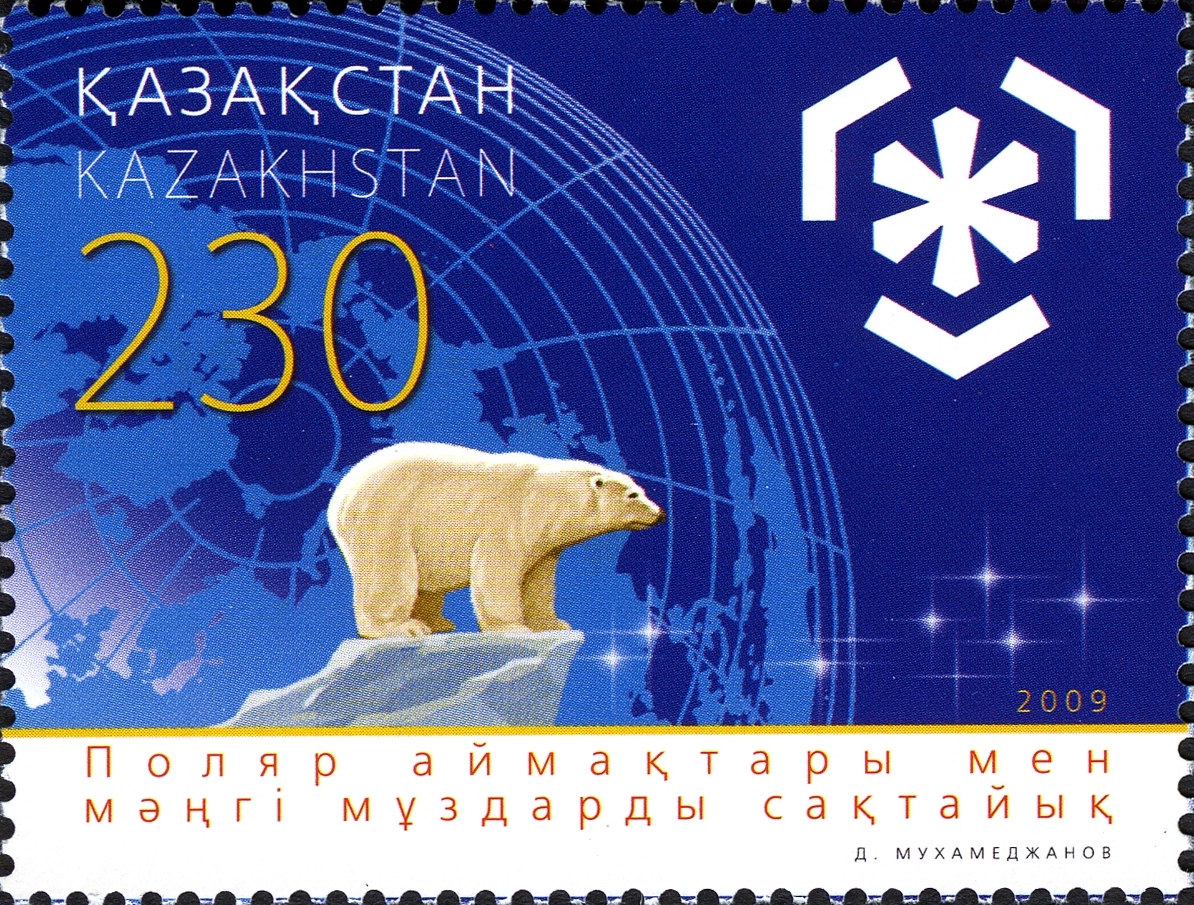
Kazakhstan
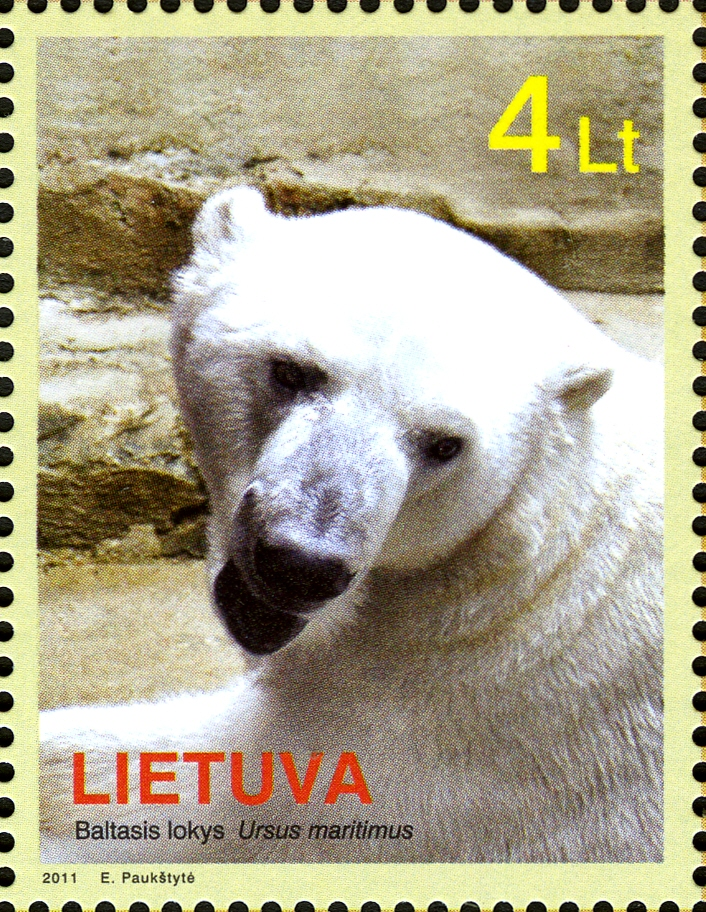
Lituania
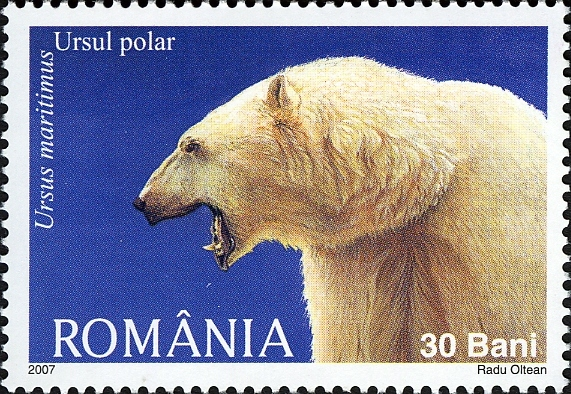
România
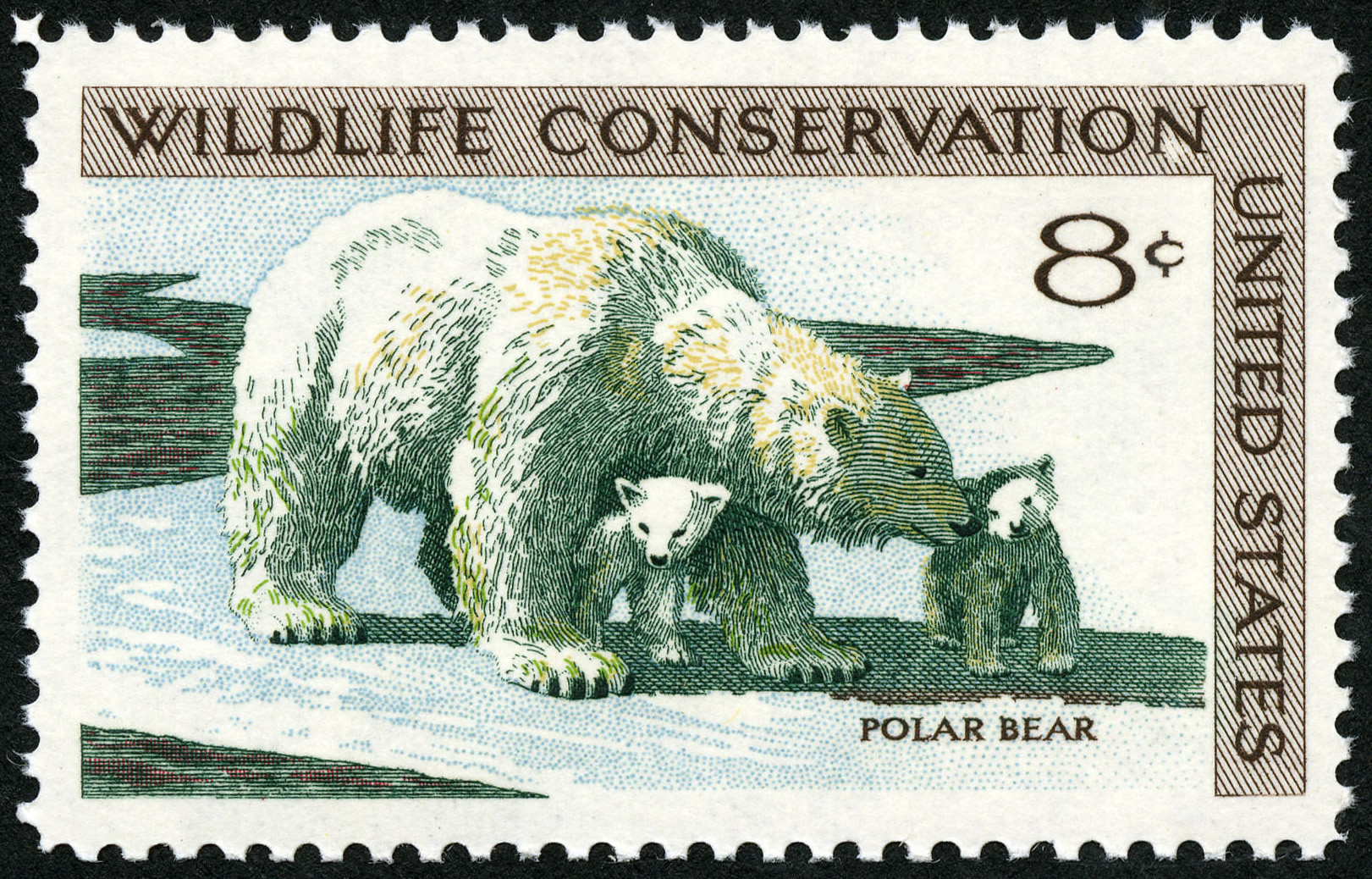
Statele Unite
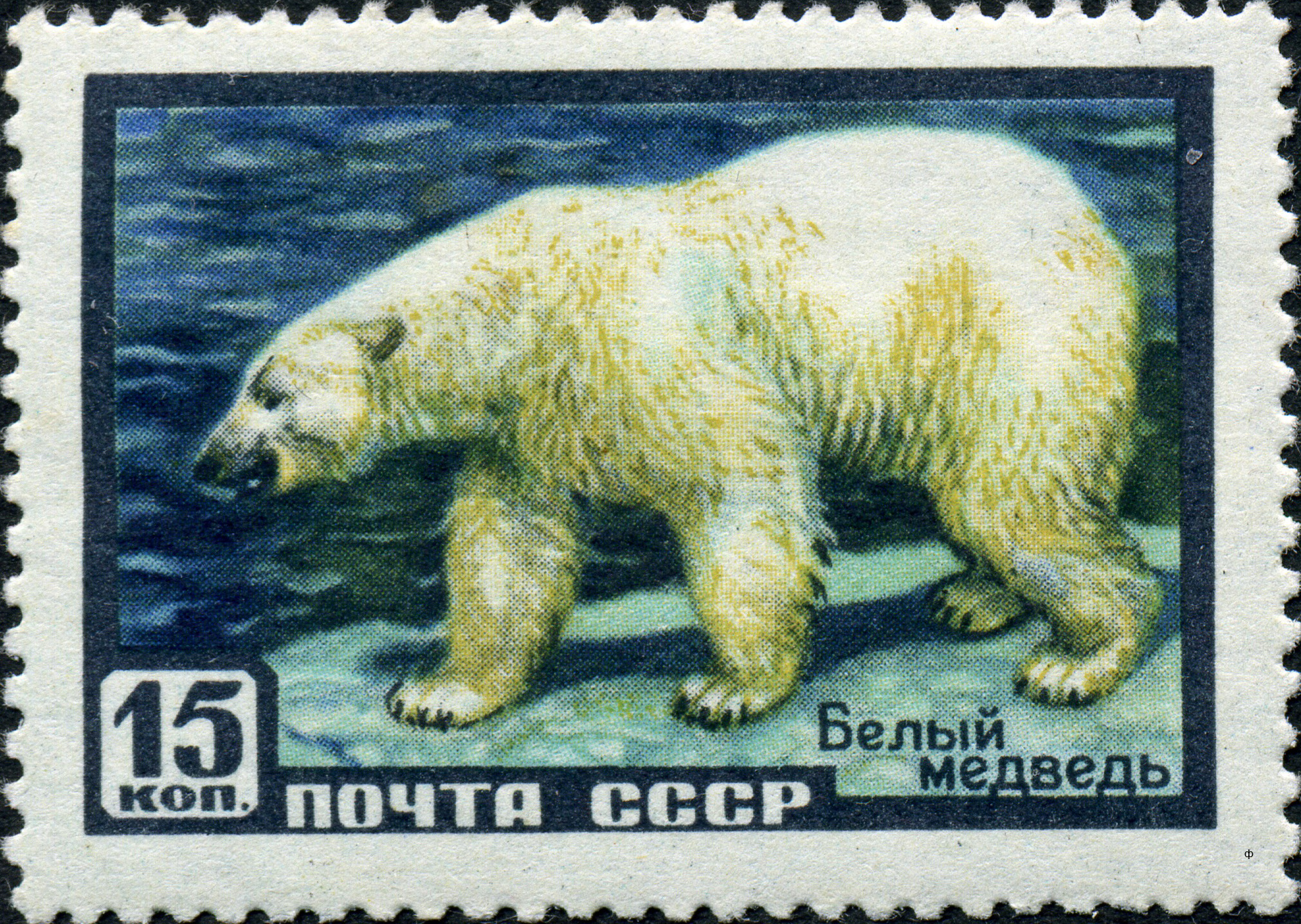
Uniunea Sovietică